# Estónia
A Estónia (português europeu) ou Estônia (português brasileiro) (em estoniano: Eesti; pronunciado: [ˈeːsti]), oficialmente República da Estónia (em estoniano: Eesti Vabariik) é um dos três Países Bálticos, situado na Europa Setentrional, constituído por uma porção continental e um grande arquipélago no mar Báltico. Limita ao norte com o golfo da Finlândia que o separa da Finlândia, a leste limita com a Rússia, ao sul com a Letónia e a oeste com o mar Báltico, que a separa da Suécia. Tem 45 mil km2 de área e em 2000 tinha 1 376 743 habitantes. A Estónia é membro da União Europeia desde 1 de maio de 2004 e da OTAN desde 29 de março de 2004.
A língua estoniana faz parte do grupo fino-úgrico, é próxima do finlandês e distantemente ligada ao húngaro, outras duas línguas pertencentes ao grupo fino-úgrico. Juntamente com o finlandês, o húngaro e o maltês, o estoniano forma o grupo de línguas oficiais da União Europeia que não é de origem indo-europeia. 
O nome atual de Estónia vem do latim medieval "Estonia" que certamente provém do historiador romano Tácito, que em seu livro Germânia (ca. 98 d.C.) descreveu o povo que morava na região da atual Estónia como (Aestii) os éstios, um povo bárbaro que era distinto dos outros povos da região. Igualmente, havia nas antigas sagas escandinavas relatos sobre a região da Estónia como Eistland. Em latim arcaico e noutras fontes da Antiguidade, o nome pode ser encontrado como Estia e Hestia descrevendo as terras estonianas. Mas a primeira vez que os próprios estonianos se chamaram assim foi durante o período de fortalecimento da cultura estoniana no meio do século XIX, os "habitantes das terras do leste" ou Eesti.
Durante séculos os estonianos tiveram a sua terra ocupada por outros povos, o que caracteriza um pouco da influência da Rússia, Dinamarca, Suécia, Finlândia e Alemanha na cultura estoniana. A noção de país veio muito mais tarde, apenas na metade do século XIX, com um forte crescimento cultural somado ao crescimento da população urbana, em decorrência da industrialização e da elevação do nível cultural da população, o que favoreceu a união de povos de mesma origem, resultando num Estado autônomo, estabelecido com a promulgação da constituição de 1917.

## História

### Idade Média
Supõe-se que os primeiros povos que habitaram o atual território da Estónia tenham sido os éstios, nômades de origem fínica que viviam em tribos semiorganizadas, mas sem unidade. No século XIII, a Igreja Católica, através da Ordem Teutónica e do rei dinamarquês Valdemar II, uma cruzada para cristianizar as tribos pagãs do mar Báltico.
A luta que se seguiu por quase 20 anos acabou por delimitar o território estoniano ao norte pela Dinamarca e ao sul por uma divisão entre vários bispados e a Ordem dos Livônios, uma poderosa ordem cristã que conseguiu derrotar todas as tribos locais e dominar a maior parte do território.
Em 1248, Reval (atual Tallinn) adotou um governo autônomo baseado na lei de Lübeck e, anos depois, teve a sua entrada aceita na Liga Hanseática, tornando a região importante comercialmente e assinalando a perda do domínio dinamarquês na região. Mesmo após diversos tratados com o Grão-Ducado da Lituânia e com o Império Russo, a Dinamarca não conseguiu conter o aumento do poderio militar dos vassalos, influenciados pela Vestfália e outros pela Livônia, até que, em 1343, os estonianos, até então subjugados pelos vassalos e tidos apenas como servos dos nobres, organizaram a Revolta da Noite de São Jorge, na qual renunciaram ao cristianismo e lutaram contra a servidão. A Ordem Teutônica, que comandava a Livônia, acabou com a revolta dois anos depois e comprou o território à Dinamarca. Assim, iniciava-se o período do domínio teutônico sobre a Estónia.

Confederação da Livônia, em 1260. Mostram-se os territórios da Estónia Dinamarquesa ao norte, os Bispados de Dorpat e Ösel-Wiek, e os territórios da Ordem Livoniana.

Dois séculos depois, o território da Estónia tornou a ter importância. O recém-formado Império Russo, na sua sede de imperialismo e favorecido pelo enfraquecimento da Ordem Teutônica, devido ao litígio com a União Lituano-Polonesa no sul, invadiu a Livônia, considerando-a terra de seus ancestrais. Enquanto isso, Dinamarca, Suécia e Polônia, que não aprovavam o avanço russo sobre terras tão próximas de seus domínios, constituíram uma aliança militar para conter o avanço russo na região.

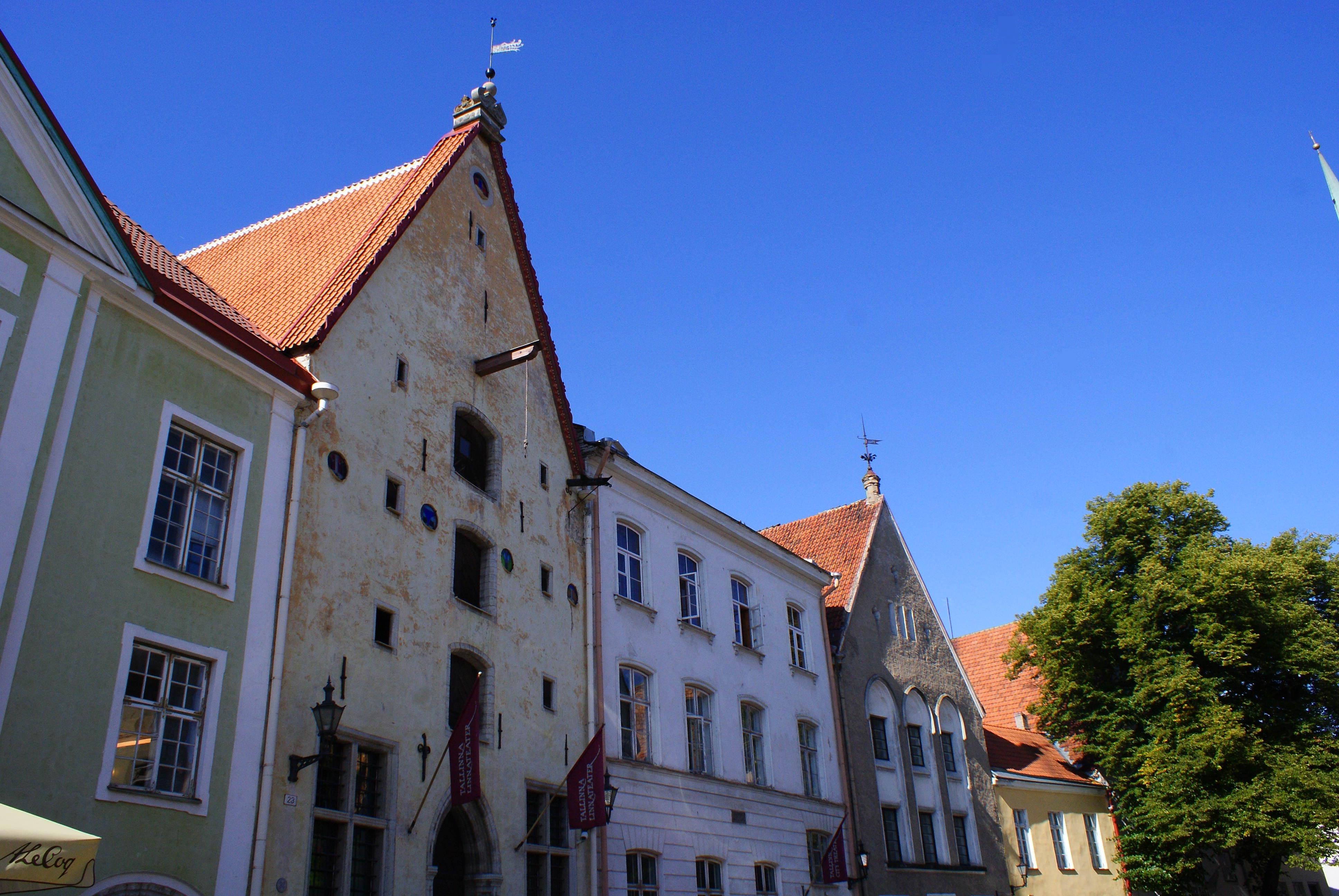
Edifícios medievais de Tallinn

Teve início então, em 1559, a Guerra da Livônia, na qual lutaram dinamarqueses, suecos e poloneses, para obter o território da Livônia e conter o avanço russo, que já havia conquistado o bispado de Dorpat. Quando os suecos dominaram a região norte, os poloneses a região sul e os dinamarqueses as ilhas do Bispado de Ösel-Wiek, teve início outra guerra, a Guerra Nórdica dos Sete Anos (1563–1570). Aí consolidou-se o avanço e o subsequente domínio sueco na região, derrotados os russos em Narva, e conquistadas em 1629 as terras da Livônia, até então controladas pelos poloneses.
Então, em 1645, após a nova derrocada da Dinamarca, os suecos foram o terceiro povo a dominar o território da Estónia, mas o que mais trouxe benefícios aos estonianos, antes tidos como apenas servos dos nobres que dominavam a região. Foi nessa época que surgiram as primeiras escolas nas vilas estonianas, que eram capazes de ensinarem o povo a ler alguns ensinamentos religiosos. Foi aberta também, pelo rei Gustavo II Adolfo, em Tartu, a primeira universidade na Estónia. Anos depois, após a Guerra dos 30 anos, mestres alemães vieram à academia de Tallinn ministrar aulas como nas academias alemãs, aumentando a influência que os alemães sempre tiveram na Estónia.

### Séculos XVIII e XIX
Depois de uma guerra com o príncipe de Brandemburgo, a Suécia fez uma reforma nas terras dos nobres na Estónia, gerando um descontentamento e propiciando o retorno de outras nações ao território estoniano. Gerou-se então, em fevereiro de 1700, a Grande Guerra do Norte, mais uma vez com participação de Dinamarca, Polônia, Rússia e Saxônia, contra os suecos. Depois de muitas batalhas e reviravoltas, como a Batalha de Poltava, os russos conseguiram derrotar as tropas pessoais do rei Carlos XII e conquistar Tallinn, dominando finalmente a Estónia e a Livônia, fato requerido desde a época do czar Ivã IV.
Durante o século XVIII, a criação das universidades na Estónia propiciou um forte crescimento cultural da população, com a maior utilização do idioma próprio (o estoniano) e de valorização da cultura estoniana. Foi a primeira vez que os estonianos se viram como um povo e os intelectuais buscavam a criação de uma nação. Aproveitando a inevitável queda do Império Russo, e já descontente com algumas medidas do império, se revoltaram em conjunto com a Revolução Russa de 1905 e foram fortemente reprimidos pelo exército russo. Mas esse foi o primeiro passo real para a independência que seria alcançada após a Revolução Russa de 1917, que daria pela primeira vez uma terra independente aos estonianos, a República da Estónia. As cores da bandeira têm o seguinte significado: o azul representa a fé, a lealdade e devoção, bem como o céu e os lagos; o preto simboliza o passado obscuro do povo estoniano, assim como as florestas; o branco representa as virtudes e a felicidade do povo, mas também a casca da bétula, a neve e a luz do sol.

### Estónia independente

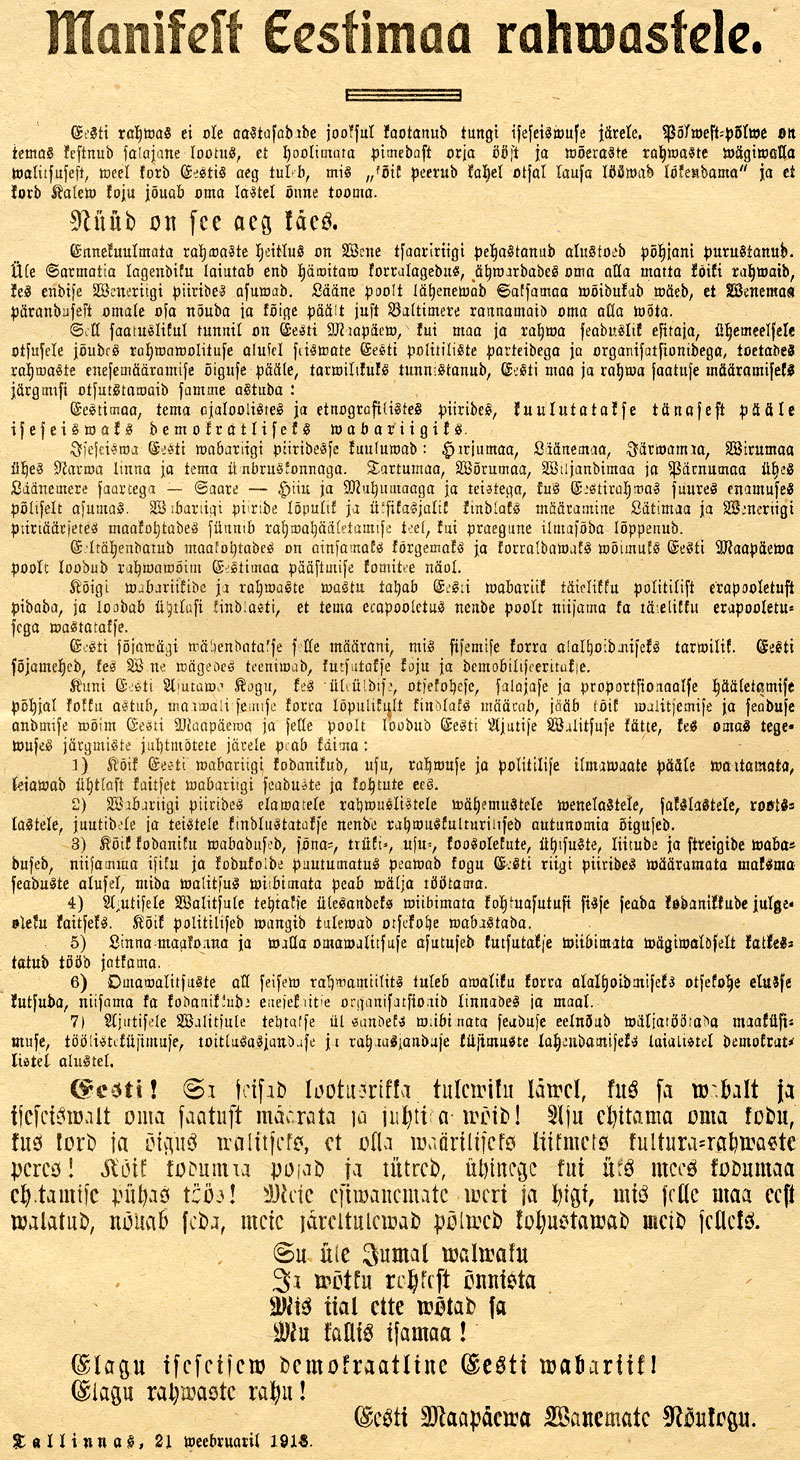
Declaração de Independência da Estônia

Durante os primeiros 22 anos de independência (1918–1940), a Estónia passou por uma conturbada vida política com dissolução de partidos e o primeiro presidente sendo eleito apenas em 1938. Mas no aspecto cultural, foi um período muito forte, com a criação de muitas escolas que lecionavam em estoniano e a garantia da autonomia cultural das minorias, única em todo o Leste Europeu. Mas devido a essa política de neutralidade, a Estónia foi alvo da ocupação durante a Segunda Guerra Mundial. Em decorrência de uma artimanha soviética, a Estónia foi ocupada em 1940 pela URSS. Em 1942, os alemães invadiram a União Soviética e começaram por tomar também a Estónia. Naquele primeiro momento, o povo estoniano ficou contente, devido à antiga aproximação com os alemães e também por sonhar com a volta da Estónia independente, fato que logo foi descartado pelo governo de Adolf Hitler. Quando a invasão alemã na URSS fracassou e os alemães saíram da Estónia, a nova invasão soviética se mostrou inevitável, devido ao desgaste do país na guerra. Assim se estabeleceu a República Socialista Soviética da Estônia.
Durante os 52 anos de ocupação soviética, muitos movimentos de revolta e até de guerrilha se formaram na Estónia, sendo o mais conhecido o Metsavennad, mas todos foram suprimidos pelo governo de Moscou. Apenas em 1989, com a queda da União Soviética, é que começou uma reestruturação dos países soviéticos. A independência se seguiu em 1992, sendo Lennart Meri o primeiro presidente da nova era independente. Após a saída do exército russo em 1994, a Estónia aumentou seus laços comerciais com o resto do leste europeu e obteve um alto crescimento econômico nos anos 2000. Teve seu ingresso aceito na Organização do Tratado do Atlântico Norte (OTAN) em 29 de março e na União Europeia em 1º de maio de 2004.

## Geografia

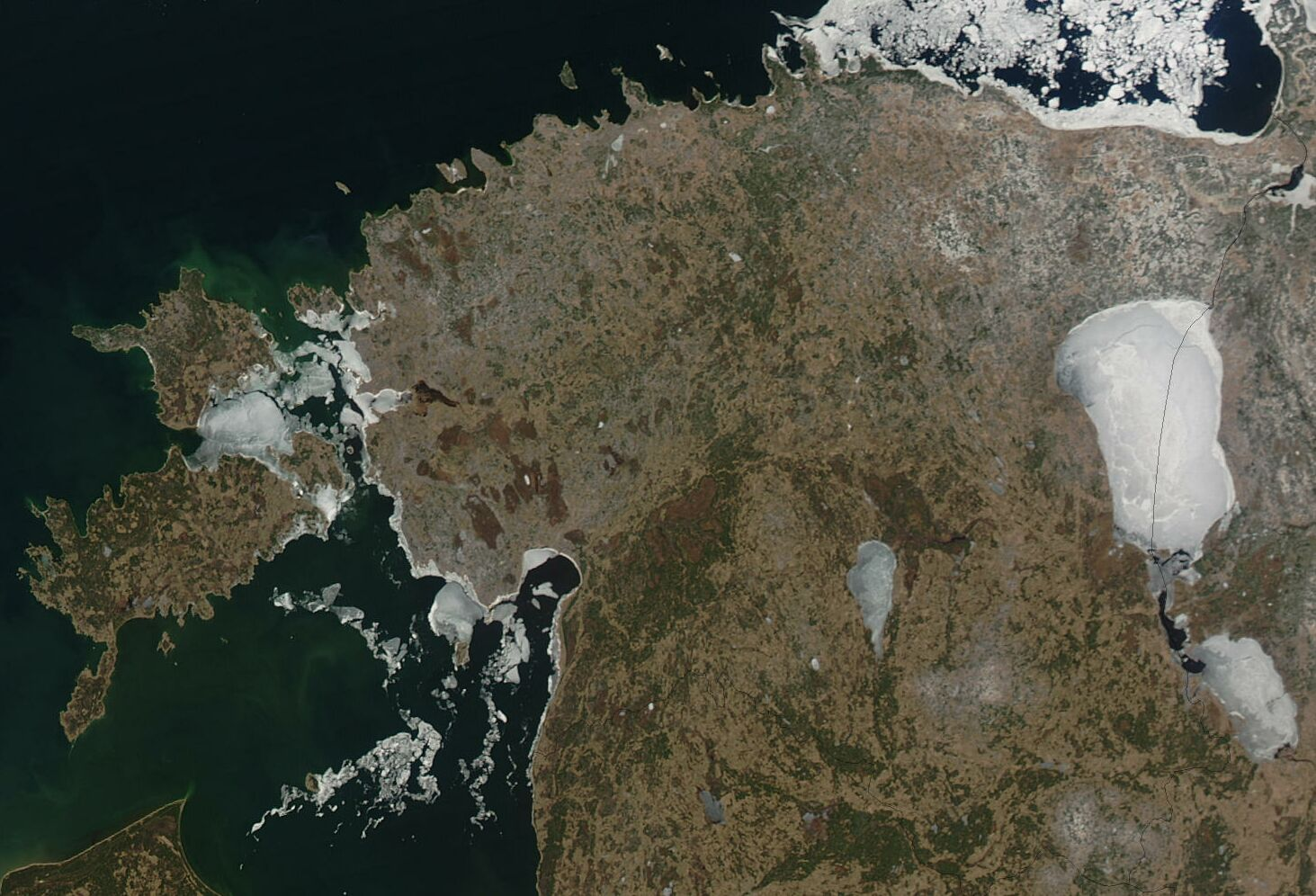
Imagem de satélite da Estônia

A Estônia limita-se com o Mar Báltico ao oeste e norte, Rússia a leste e Letônia ao sul. Através do Mar Báltico, possui fronteiras marítimas com a Finlândia. A oeste do continente há duas grandes ilhas, Saaremaa e Hiiumaa, pertencentes ao país. Grande parte do território é pantanoso e situa-se em latitudes baixas. O lago Peipus localiza-se na fronteira do país com a Rússia.
Com uma área de cerca de 45 000 km², a Estónia é maior que muitos países europeus, como a Dinamarca e a Suíça, mas sua área equivale a metade da área de Portugal ou à do estado do Espírito Santo, no Brasil. Suas dimensões se estendem 350 km de leste a oeste e 240 km de norte a sul. As ilhas oceânicas correspondem a 1/10 do território, enquanto os lagos detêm 5%. Em contrapartida, a população é relativamente pequena. Segundo o censo de 2000, apenas 1 361 242 pessoas habitam a Estónia, o que dá uma densidade de apenas 30,2 habitantes/km².
A maior cidade da Estónia é Tallinn, que também é a capital do país, onde reside 1/3 da população (398 434 pessoas). Outras maiores cidades são a universitária Tartu (101 140 habitantes), a industrial Narva (68 117 pessoas) e a de veraneio Pärnu (45 040 pessoas). Pärnu é apreciada no verão, devido ao seu vento ameno e à temperatura da água agradável, que lembra bastante o litoral do Mediterrâneo.
A maior cidade próxima de Tallinn é Helsínquia, capital da Finlândia, que dista 85 km pelo golfo da Finlândia. Outras próximas são Riga, 307 km, São Petersburgo, 395 km e Estocolmo, 405 km.

### Clima

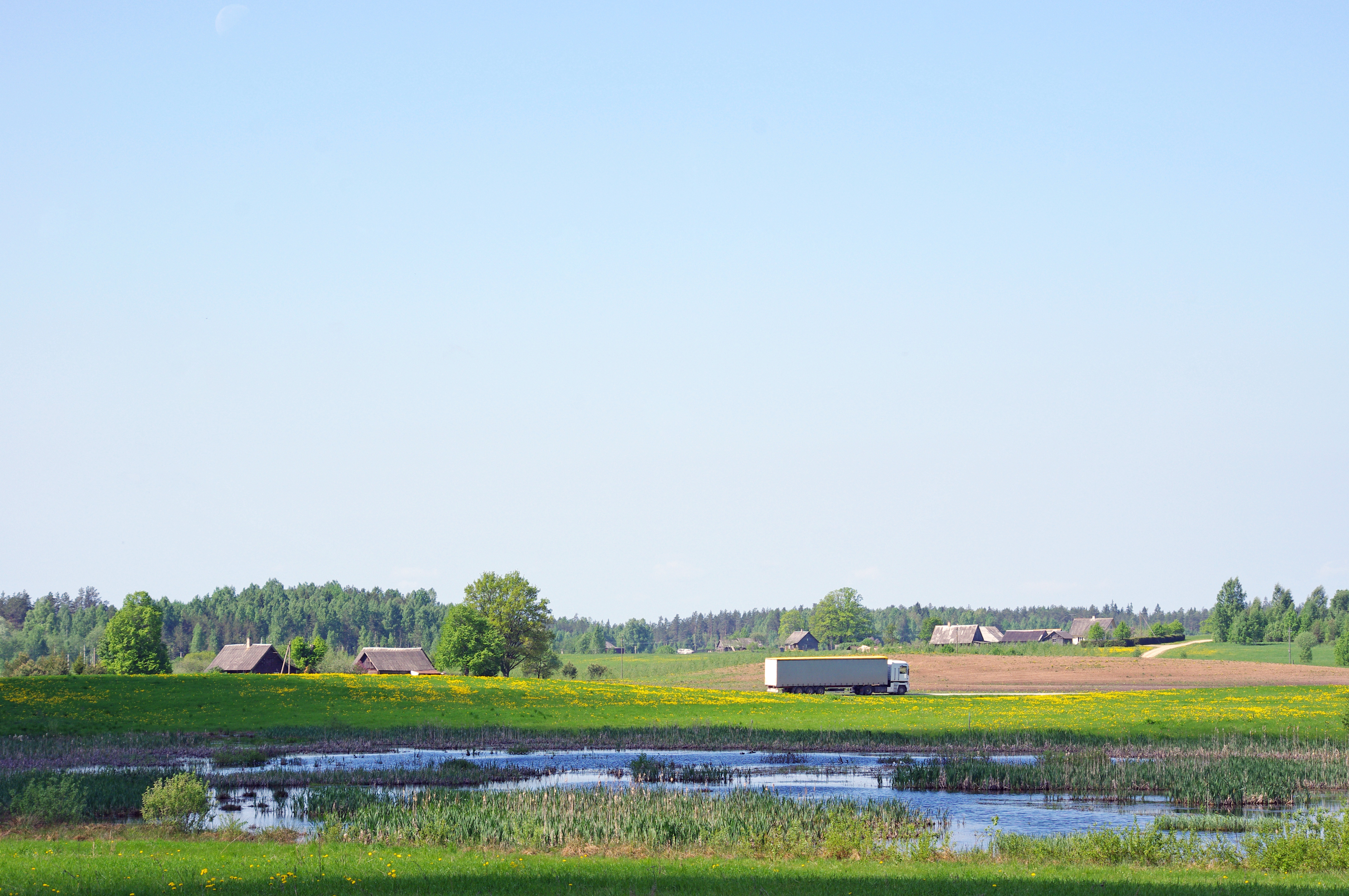
Primavera na Estónia.

O clima na Estónia divide-se entre o oceânico e o continental. As massas de ar provenientes do Oceano Atlântico tornam o clima da Letónia significativamente mais ameno do que o de outras regiões de latitudes semelhantes. O fator principal que afeta o clima na Estónia é o oceano Atlântico, principalmente a corrente Norte-Atlântica, 
cuja atividade cíclica na parte norte do oceano provoca fortes flutuações de temperatura no inverno e no início da primavera.
A precipitação média anual é de 662 mm, mais baixa no litoral e mais elevada em alguns vales do interior. A quantidade média anual de sol é de 2.066 a 1.656 horas. A duração média do sol é maior no litoral.

O principal fator que caracteriza a diferença climática entre o litoral e as planícies do interior é a distância do mar Báltico. No inverno, as correntes de ar mantêm o litoral mais quente, enquanto o interior fica cerca de 4 °C mais frio. Na primavera, essa situação se inverte. As terras das planícies esquentam mais rápido do que as águas do mar Báltico, mantendo a temperatura no interior 3,5 °C mais quente do que no litoral, fato que não acontece no verão.
O inverno é frio no leste do país e mais ameno no oeste, com as temperaturas médias do mês mais frio na costa oeste a serem de -1,4° °C e as temperaturas no leste a serem de -5,2 °C. A primavera é suave e com poucas chuvas. O verão é relativamente quente, a temperatura média diária em julho é de cerca de +24 °C no leste e +21 °C no oeste.Ao longo do ano, a temperatura média na Estónia varia entre os 7,7 °C no oeste e os 5,4 °C no nordeste.  O dia mais quente da história aconteceu em Võru, em 11 de agosto de 1992, +36,5 °C. O mais frio foi de -43,5 °C, em Jõgeva, dia 17 de janeiro de 1940.
O clima, em geral, na Estónia é úmido, com uma média anual de umidade relativa entre 80% e 83%. A neve, frequente, ocorre em 75 a 135 dias por ano, cobrindo durante todo o inverno as terras altas do interior e chegando, ocasionalmente, às bordas costeiras e às ilhas como Saaremaa.
| Clima     | Clima                         | Clima            | Clima            | Clima            | Clima            | Clima                | Clima                | Clima             |
| --------- | ----------------------------- | ---------------- | ---------------- | ---------------- | ---------------- | -------------------- | -------------------- | ----------------- |
| Mês       | Média de Luminosidade (horas) | Temperatura (°C) | Temperatura (°C) | Temperatura (°C) | Temperatura (°C) | Umidade relativa (%) | Umidade relativa (%) | Precipitação (mm) |
| Mês       | Média de Luminosidade (horas) | Média            | Média            | Recorde          | Recorde          | Umidade relativa (%) | Umidade relativa (%) | Precipitação (mm) |
| Mês       | Média de Luminosidade (horas) | Mín.             | Máx.             | Mín.             | Máx.             | Dia                  | Noite                | Precipitação (mm) |
| Janeiro   | 1                             | -5.5             | -0.7             | -29.4            | 9.2              | 87                   | 86                   | 56                |
| Fevereiro | 2                             | -6.2             | -1.0             | -27.3            | 8.7              | 87                   | 83                   | 40                |
| Março     | 4                             | -3.7             | 2.8              | -21.2            | 15.9             | 89                   | 77                   | 37                |
| Abril     | 6                             | 0.7              | 9.5              | -12              | 27.2             | 84                   | 66                   | 35                |
| Maio      | 7                             | 5.2              | 15.4             | -5               | 31.4             | 79                   | 63                   | 37                |
| Junho     | 11                            | 9.8              | 19.2             | 0                | 31.1             | 72                   | 55                   | 68                |
| Julho     | 10                            | 13.1             | 22.2             | 4.0              | 34.3             | 79                   | 59                   | 82                |
| Agosto    | 8                             | 12.3             | 21.0             | 3.2              | 34.2             | 85                   | 64                   | 85                |
| Setembro  | 5                             | 8.4              | 16.1             | -4.1             | 28.0             | 87                   | 69                   | 58                |
| Outubro   | 2                             | 3.7              | 9.5              | -10.5            | 20.0             | 89                   | 79                   | 78                |
| Novembro  | 1                             | -0.2             | 4.1              | -18.8            | 13.7             | 90                   | 86                   | 66                |
| Dezembro  | 0                             | -3.1             | 1.2              | -24.3            | 11.6             | 88                   | 87                   | 59                |

| Tabela mostrando a variação de temperatura e chuvas ao longo do ano, na cidade de Tallinn, com clima marítimo. |

### Relevo
A Estónia está localizada ao norte da Europa, limitando-se ao norte com o golfo da Finlândia, na ilha de Vaindloo (59° 49' 17" N 26° 21' 31" E), e ao sul com a Letônia, próximo à Mõniste, Võrumaa (57° 30' 33" N 26° 37' E). A oeste depara-se com o mar Báltico, à ilha de Nootamaa (58° 19' 20" N 21° 45' 51" E) e no leste o ponto extremo é Narva, Ida-Virumaa (59° 22' 13" N 28° 12' 36" E), na divisa com a Rússia.

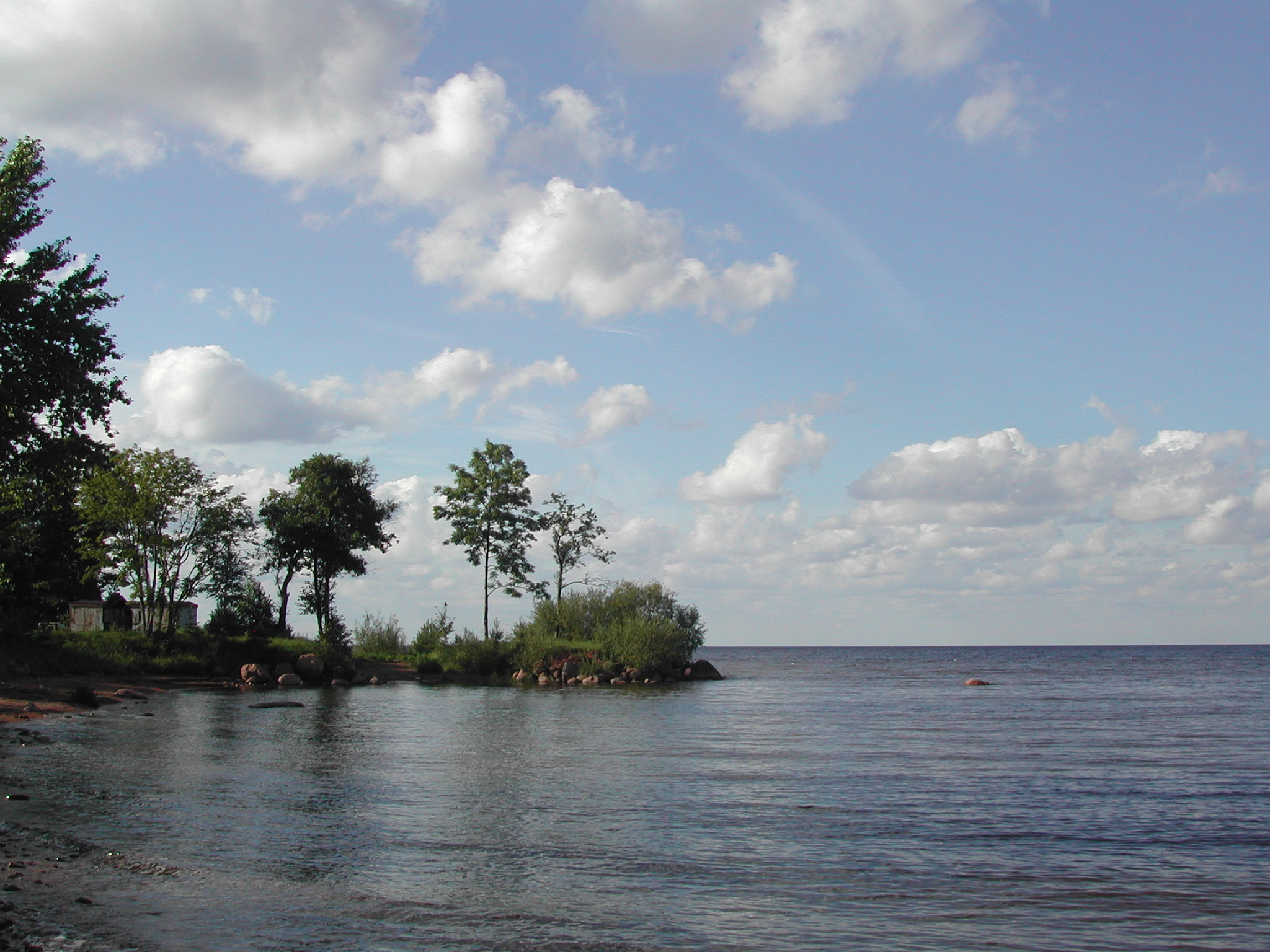
Lago Peipus, o maior lago da Estónia, situado na fronteira entre a Estónia e a Rússia

A maioria do território se localiza entre 75 e 100 m acima do nível do mar, sendo o ponto mais alto o monte Munamägi a 317 m. Os planaltos ocupam praticamente todo o território do sul, enquanto as planícies (majoritárias em quase metade do território) são encontradas no oeste.
São nas planícies que se encontram os lagos estonianos, em tal quantidade que ocupam 4,7% do território. O território estoniano pode ser dividido, então, em quatro bacias:
- Lago Peipus (38%);
- Golfo da Finlândia (21%);
- Golfo de Riga (32%);
- Ilhas do oeste da Estónia (9%).

Do lago Peipsi ao golfo da Finlândia, corre o maior e mais importante rio da Estónia, o Narva. Mas só o Emajõgi é navegável. Outros rios importantes são o Pärnu, Pirita, Ahja e o Võhandu.
Em todo o território pode-se encontrar cerca de 1 200 lagos, resultantes do degelo do mar Báltico no fim da era glacial, e grande parte se encontra nos planaltos do Sul, em Vaaremaa e um pouco em Pandivere. Mais complexos de lagos podem ser encontrados ao longo de todo o território. Na grande maioria são lagos pequenos, sendo considerados grandes apenas o Peipsi e o Võrtsjärv, e apenas 42 têm mais do que 1 km². Quanto à profundidade a maioria também não passa de 20 m. O mais profundo é o Rõuge Suurjärv com 38 m de profundidade.
O solo fértil dessa região contribuiu para o surgimento de grandes florestas, de natureza boreal como as florestas russas e finlandesas, importantes para a economia do país, em parte baseada na madeira.

### Fauna

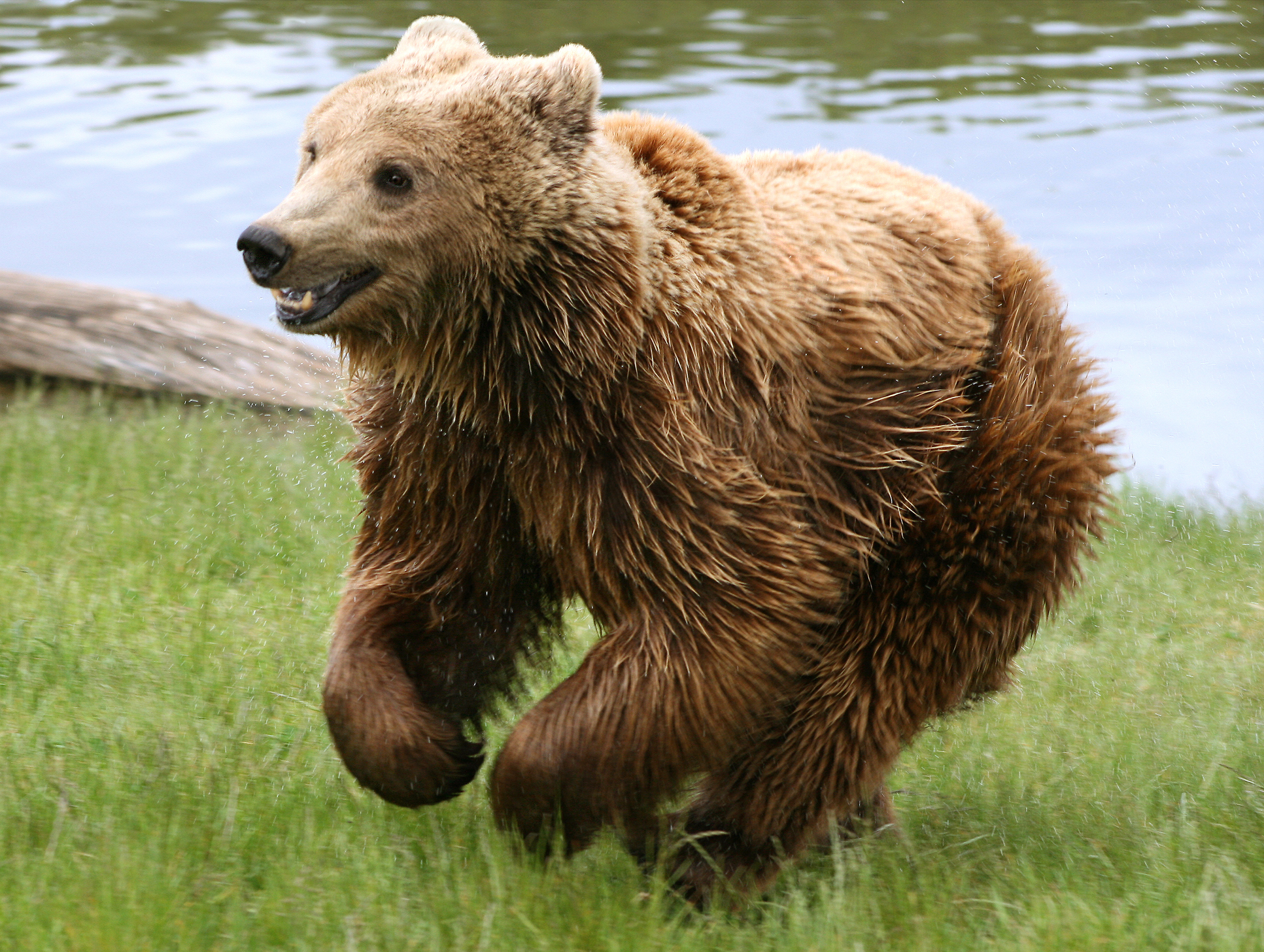
Os ursos pardos podem ser encontrados nos diversos parques e reservas nacionais de preservação.

Extensas áreas de floresta intocada no território estoniano permitiram a sobrevivência de uma grande quantidade de lince europeu, javalis selvagens, ursos pardos, lobos e alces, dentre outros animais. A maior população de ursos pardos pode ser encontrada no nordeste da Estônia nos condados de Ida e Lääne Viru. O número de ursos, linces e lobos caiu drasticamente durante a ocupação soviética no país quando os animais eram duramente perseguidos. Depois disso, os animais foram protegidos pelo estado, e então a quantidade desses animais atingiu seu pico no início dos anos 1990, mas após teve uma queda devido à forte caça que ainda ocorre. A Estônia é o habitat de 450–550 ursos pardos, 600–800 linces e 100–150 lobos. Estimava-se que em 1970, existiam apenas 10 lobos no território estoniano.
Sua população de aves inclui a águia-real e a cegonha-branca. Tem uma dúzia de parques nacionais e áreas de proteção, incluindo o Parque Nacional de Lahemaa, o maior parque do país, na costa norte. O Parque Nacional de Sooma, próximo a Pärnu, é conhecido por seus antigos pântanos. Reservas como a Reserva de pássaros da Baía de Käina e o Parque Nacional de Matsalu (um pântano de importância internacional sob a Convenção de Ramsar) são também populares com locais para turismo e apoio a larga variedade de pássaros.

## Demografia

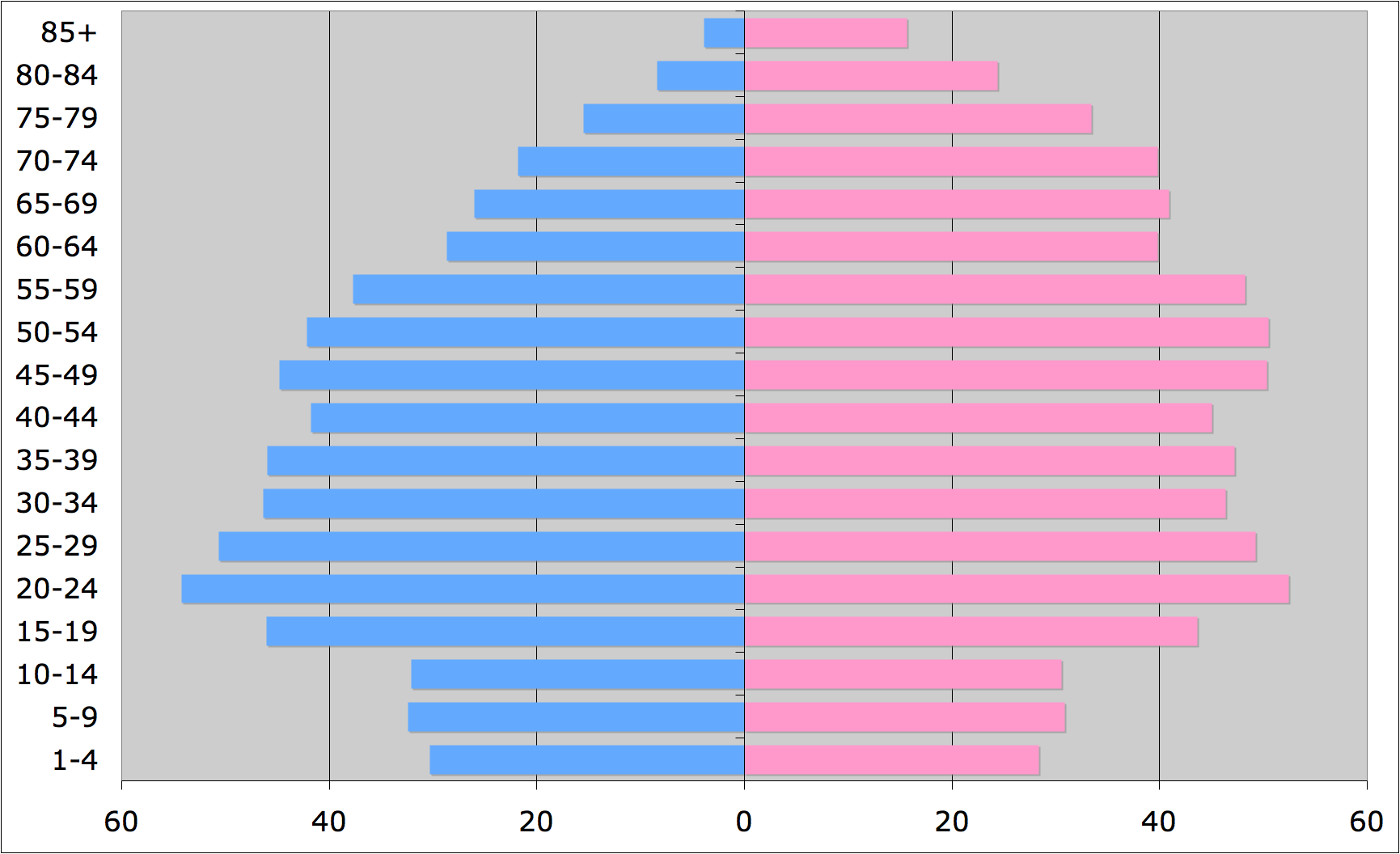
Pirâmide etária da população estoniana. Em azul os homens, em rosa as mulheres. A base estreita revela a taxa baixa de nascimentos.

Em 2019, a população estoniana era de aproximadamente 1,3 milhão de pessoas. Os indicadores econômicos e sociais da Estónia vêm se tornando melhor nos últimos anos para a população estoniana. A taxa de desemprego caiu de 10,3% da população economicamente ativa (PEA) em 2002 para 5,9% no primeiro trimestre de 2007. A esperança de vida é de 67,3 anos para os homens e de 78,14 anos para as mulheres. O nível de fertilidade é de 1,55 filhos por mulher (2006), abaixo do indicado pela ONU que é de 2,1 filhos por mulher, e a taxa de mortalidade infantil é de apenas 4,4 a cada 1 000 nascidos vivos, considerado extremamente baixo nos padrões internacionais. As taxas de inflação vêm se mantendo estáveis, num patamar de 4,0%.
Mas nos últimos anos vem se observando um decréscimo na população, algo em torno de apenas 0,5%, fato que foi observado também durante muitos anos em outros países da Europa como Alemanha e Hungria. O não crescimento populacional estoniano poderá trazer alguns malefícios ao país como a perda de mão de obra e envelhecimento da População Economicamente Ativa.

### Etnicidade
Os estonianos, como um grupo étnico, são um povo fínico. Do total de 1,3 milhão de pessoas que falam o estoniano, aproximadamente 70% é formado pela população de etnia estoniana.
A primeira e a segunda gerações de imigrantes de várias partes da ex-União Soviética (principalmente da Rússia) constituem a maior parte dos 30% restantes. Dentre as minorias étnicas, destaca-se a russa, localizada predominantemente na capital, (Tallinn), e nas áreas urbanas industriais do nordeste da Estónia (região de Ida-Viru). Há também um pequeno grupo de descendentes de finlandeses, principalmente da Ingermanland (Íngria).
Uma parte significativa de nativos germano-bálticos deixou a Estónia durante o começo da década de 1920, depois que aconteceram reformas agrárias e até mesmo desapropriações no país. Mas a maioria dos germano-bálticos deixou o país no final de 1939, depois que a Alemanha Nacional-socialista e a União das Repúblicas Socialistas Soviéticas, por intermédio do Pacto Molotov-Ribbentrop, concordaram em colocar a Estónia dentro da "esfera de influência" soviética. Historicamente, grande parte do noroeste do litoral e ilhas da Estónia havia sido povoada por uma população étnica de suecos nativos chamados de rannarootslased ("suecos do litoral"), cuja maioria fugiu para a Suécia em 1944, escapando do avanço do exército soviético. Somente algumas centenas permaneceram na Estónia.
De acordo com informações publicadas pelo Instituto Estoniano de Estatística em 2006, a população da Estónia era constituída dos seguintes grupos étnicos:
| Etnicidade            | População | % do total |
| --------------------- | --------- | ---------- |
| Estonianos            | 923 908   | 68,56      |
| Russos                | 345 168   | 25,67      |
| Outras nacionalidades | 77 509    | 5,88       |

### Religião

Igreja ortodoxa localizada na Cidade Velha em Tallinn. Foi construída em 1894, como influência do Império Russo.

De acordo com a mais recente pesquisa de opinião pública do Eurostat, em 2005, apenas 16% dos cidadãos estonianos responderam que "Acreditam que exista um Deus", enquanto 54% responderam que "Acreditam que exista algum tipo de espírito ou força vital" e 26% que "Não acreditam que exista qualquer tipo de espírito, Deus, ou força vital". Isto, segundo a pesquisa, faria dos estonianos o povo menos religioso de entre os então 25 membros da União Europeia. Historicamente, contudo, a Estónia foi um baluarte do Luteranismo devido a sua forte ligação com os países nórdicos. Durante o período de russificação, muitos camponeses foram convertidos à Igreja Ortodoxa, mas poucos permaneceram após a queda dos czares em 1917 e a lei de liberdade religiosa de 1920.
Uma pesquisa do Instituto Gallup de 2009 indica que os estonianos são o povo menos religioso do mundo. Apenas 16% da população considera que a religião desempenha um papel importante em suas vidas.
Em 25 de setembro de 2018 a Estônia recebeu o Papa Francisco, líder da Igreja Católica, em uma viagem apostólica aos países bálticos, sendo a Estônia o último destino.

### Idiomas
A língua oficial do país é o estoniano, uma língua fino-ugriana que é intimamente ligada ao finlandês. Foi influenciada pelo alemão e, como o finlandês, possui muitas palavras suecas. A língua russa é também muito empregada, como sua segunda língua, por um grupo de estonianos formado por pessoas entre trinta e setenta anos de idade, devido ao russo ter sido ensinado compulsoriamente como a segunda língua do país durante a era soviética. Muitos jovens estonianos sabem falar o inglês, após o terem aprendido como sua primeira língua estrangeira. Alguns russos residentes na Estónia não falam o estoniano, mas muitos daqueles que permaneceram após a queda da União Soviética começaram a aprendê-lo.

## Política

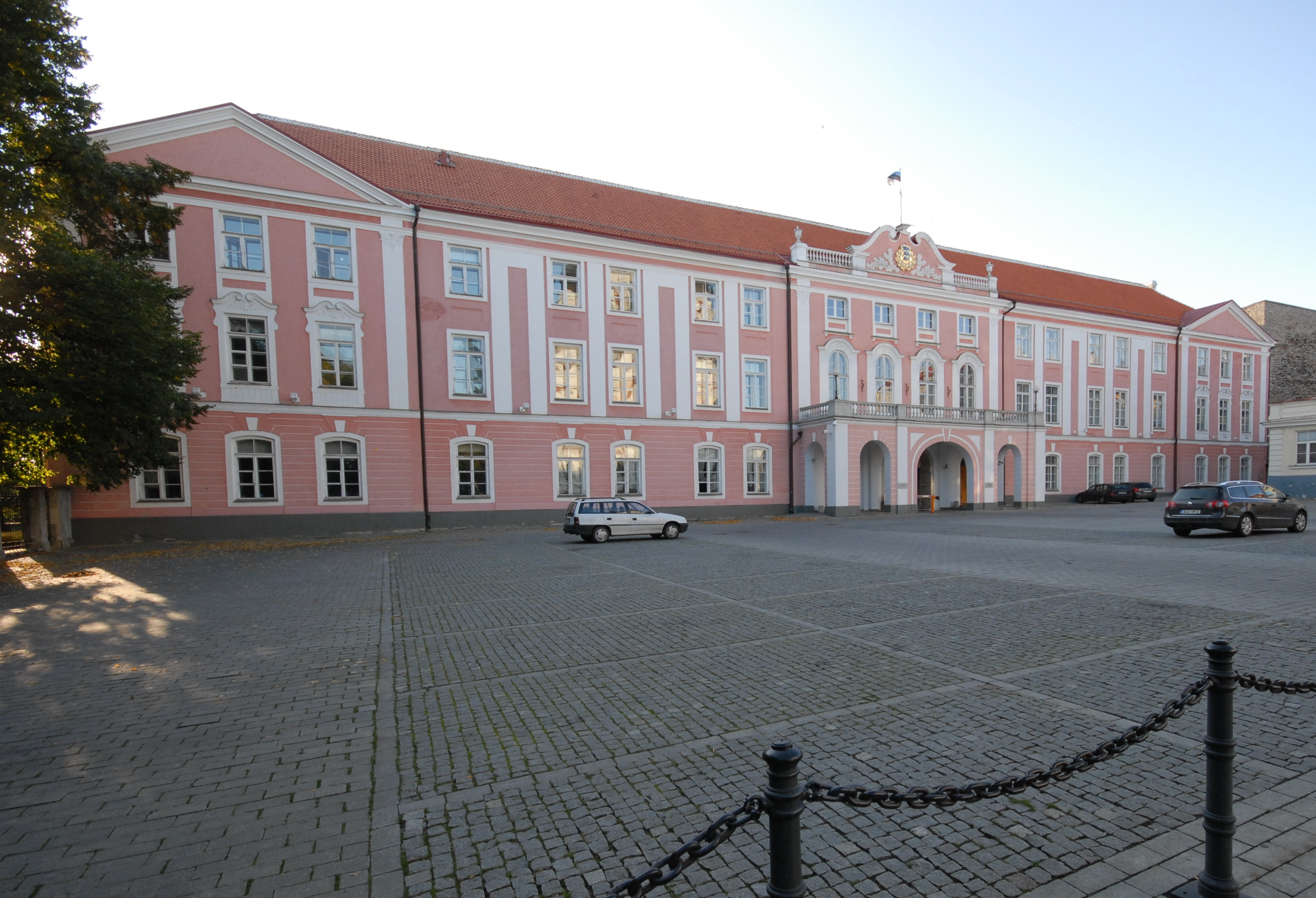
Fachada do parlamento estoniano. As sessões do Riigikogu são transmitidas pela TV e na Internet, em tempo real.

O sistema de governo da Estónia é o parlamentarismo, no qual um primeiro-ministro governa o país. O primeiro-ministro é nomeado pelo Parlamento, com indicação do presidente da república. Geralmente, é o líder do partido com maior bancada no Parlamento, e é ele quem nomeia outros ministros, e nomeia diretamente no máximo 3, dos 12 existentes. Os mais importantes são o de Finanças, o Social e o de Relações Exteriores. Na Estónia, os ministros têm uma espécie de chanceler, que aconselha e comanda os ministérios, sem o poder político inserido na figura do ministro. De acordo com a lei, nenhum ministro pode ser demitido ou perder seus direitos políticos, ou seja, ele pode dar as ordens que bem entender, sem nenhum questionamento. Se um subordinado receber uma ordem que ele ache que está fora da lei, pode comunicá-la ao superior, mas essa deve ser feita na forma de um informe escrito.
O parlamento ou Riigikogu é formado por 101 deputados, eleitos por voto direito da população, e que não podem ser reeleitos. Os parlamentares vêm de diferentes modos de vida, e por incrível que pareça, muito poucos são economistas ou advogados, e seguem a vida política segundo o seu modo de ver, e não o de um partido político, apesar de eles serem bem influentes no país.
O sistema judiciário estoniano é baseado na constituição; qualquer pessoa tem o direito de recorrer à justiça. Sendo assim, a justiça estoniana tem três instâncias: Tribunal de região ou de cidade, Tribunal de Apelação e a Supremo Tribunal, esta última contendo 19 juízes, que os mantém independentes e isentas de influência política do governo.

### Forças armadas

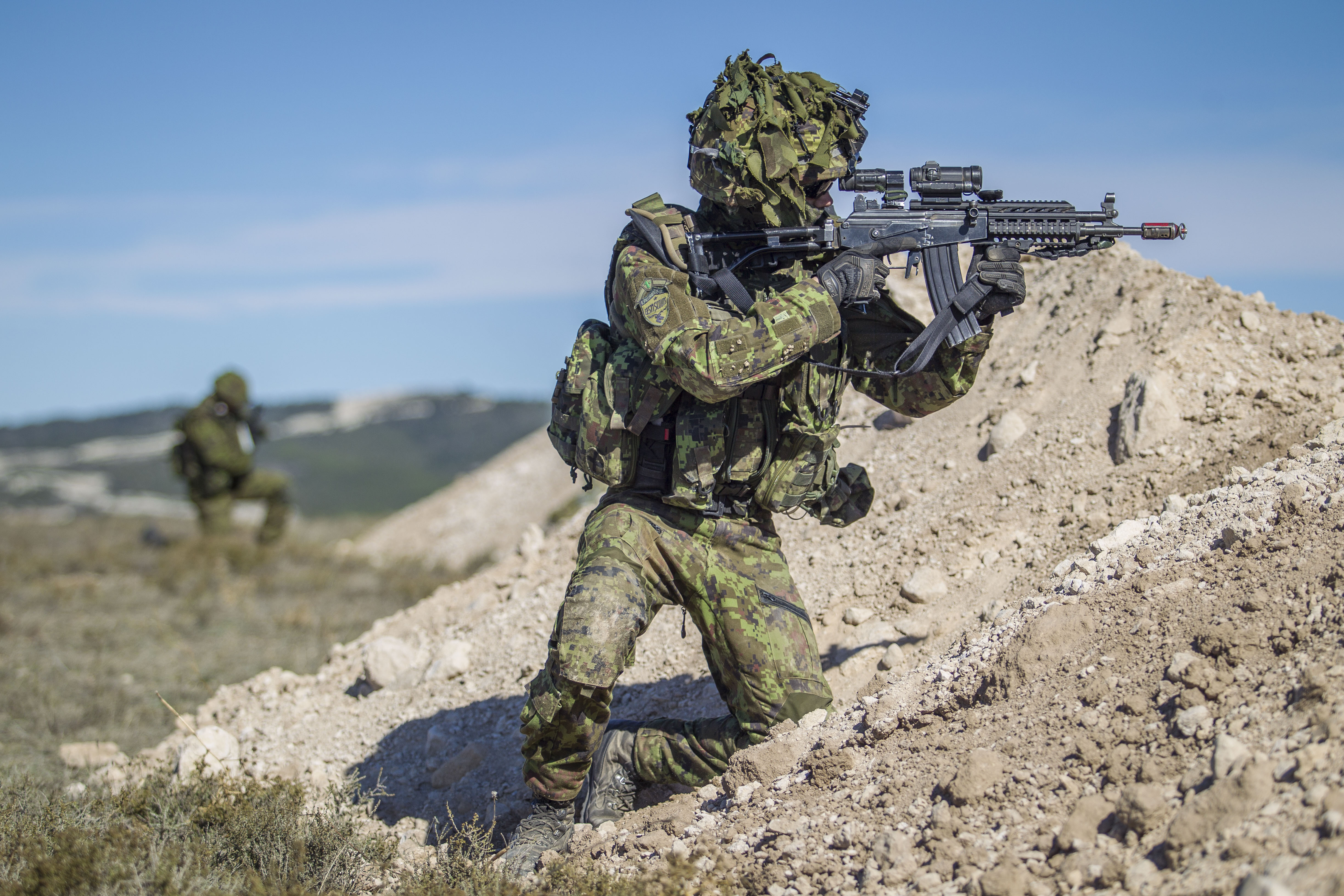
Soldados estonianos em exercício de treinamento

Por estar num setor geopoliticamente importante, a defesa militar do país é tratada de forma delicada e apoiada sobre três documentos principais:
- Bases for the Security Policy of the Republic of Estonia ("Bases para a Segurança da República da Estônia") [BSPRE], aprovado no Riigikogu em 6 de março de 2001.
- Guidelines of the National Defence Policy of Estonia ("Guia para a Defesa Nacional da Estônia") [GNDPE], aprovada no Riigikogu em 7 de maio de 1996.
- The Military Defence Strategy of Estonia ("A Estratégia Militar de Defesa da Estônia") [MDSE], aprovada pelo Governo da República em 28 de fevereiro de 2001.

Elas ditam alguns dos pontos principais da política de defesa do território e do governo estoniano.
Atualmente, a Estónia, como parte da OTAN, atua em diversas frentes da organização. O exército estoniano está presente com tropas no Afeganistão, no Iraque e no Kosovo. Mas, provavelmente, a parte mais importante da participação estoniana é a grande capacidade de enfrentar uma ciberguerra. Os enormes avanços tecnológicos na área de proteção de redes de informática que a OTAN irá instalar na Estónia o seu centro de ciber-espionagem e ciberterrorismo, na qual os estonianos formarão profissionais em defesa virtual, nas instalações da OTAN.[carece de fontes?]
A Estónia acedeu à União Europeia em 1 de maio de 2004, após negociações que vinham desde 24 de novembro de 1995. Entrou ao mesmo tempo que as outras duas nações bálticas, Letônia e Lituânia.

## Divisões administrativas
O Ato de Divisão Administrativa Territorial, adotado em 1995, dividiu o país em três divisões: regiões, cidades e municípios rurais. A cada período de tempo é denominado um novo ato de organização, que eleva os municípios rurais que têm área urbana em distritos.
Hoje, a Estónia é dividida em 15 regiões, que são divididos em municípios (rurais e urbanos). Os municípios são 227, 34 urbanos e 193 rurais.

### Regiões
|  | Região de Harju (Harjumaa) |  | Região de Hiiu (Hiiumaa)             |  | Região de Ida-Viru (Ida-Virumaa) |  | Região de Järva (Järvamaa)       |  | Região de Jõgeva (Jõgevamaa) |
|  | Região de Lääne (Läänemaa) |  | Região de Lääne-Viru (Lääne-Virumaa) |  | Região de Pärnu (Pärnumaa)       |  | Região de Põlva (Põlvamaa)       |  | Região de Rapla (Raplamaa)   |
|  | Região de Saare (Saaremaa) |  | Região de Tartu (Tartumaa)           |  | Região de Valga (Valgamaa)       |  | Região de Viljandi (Viljandimaa) |  | Região de Võru (Võrumaa)     |

A divisão por regiões da Estónia

A Estónia é dividida em quinze regiões (em estoniano maakonnad), listados acima. Uma região é comandada por um governador, indicado pelo governo nacional e que representa o mesmo, localmente. Seu mandato é de cinco anos, assim como o do presidente e tem como função básica, fazer a ligação entre os departamentos do seu estado e as prefeituras da região com o governo nacional.
A principal região é a de Harju, onde está localizada a capital Tallinn e onde reside 38,8% da população da Estónia. Outras regiões importantes são as de Pärnu, Ida-Viru e de Tartu.

### Municípios
Os municípios (em estoniano omavalitsus) na Estónia são divididos em rurais e urbanos. Por toda a história da Estónia, as divisões de municípios foram sendo modificadas. Quando a servidão foi abolida no século XIX, as colônias rurais foram formadas e tiveram a sua própria organização, que apenas foi oficialmente adotada no Ato de Organização dos Municípios Rurais (em estoniano vald).
A constituição da Estônia não menciona nada sobre os conselhos legislativos (assembleias) e o poder executivo, cabendo aos atos de organização ditar essas regras. Para os municípios urbanos (em estoniano linn), existem os distritos e as cidades. Ao todo existem apenas 34 municípios com direitos de cidade, enquanto existem 193 colônias rurais (a grande maioria com menos de três mil habitantes).
Cada município estoniano conta com um conselho legislativo, eleito pela população por três anos. O conselho é quem escolhe os membros do órgão executivo, incluindo o chefe do executivo municipal (equivalente ao prefeito no Brasil e ao presidente da câmara em Portugal), também para um mandato de três anos.

## Economia

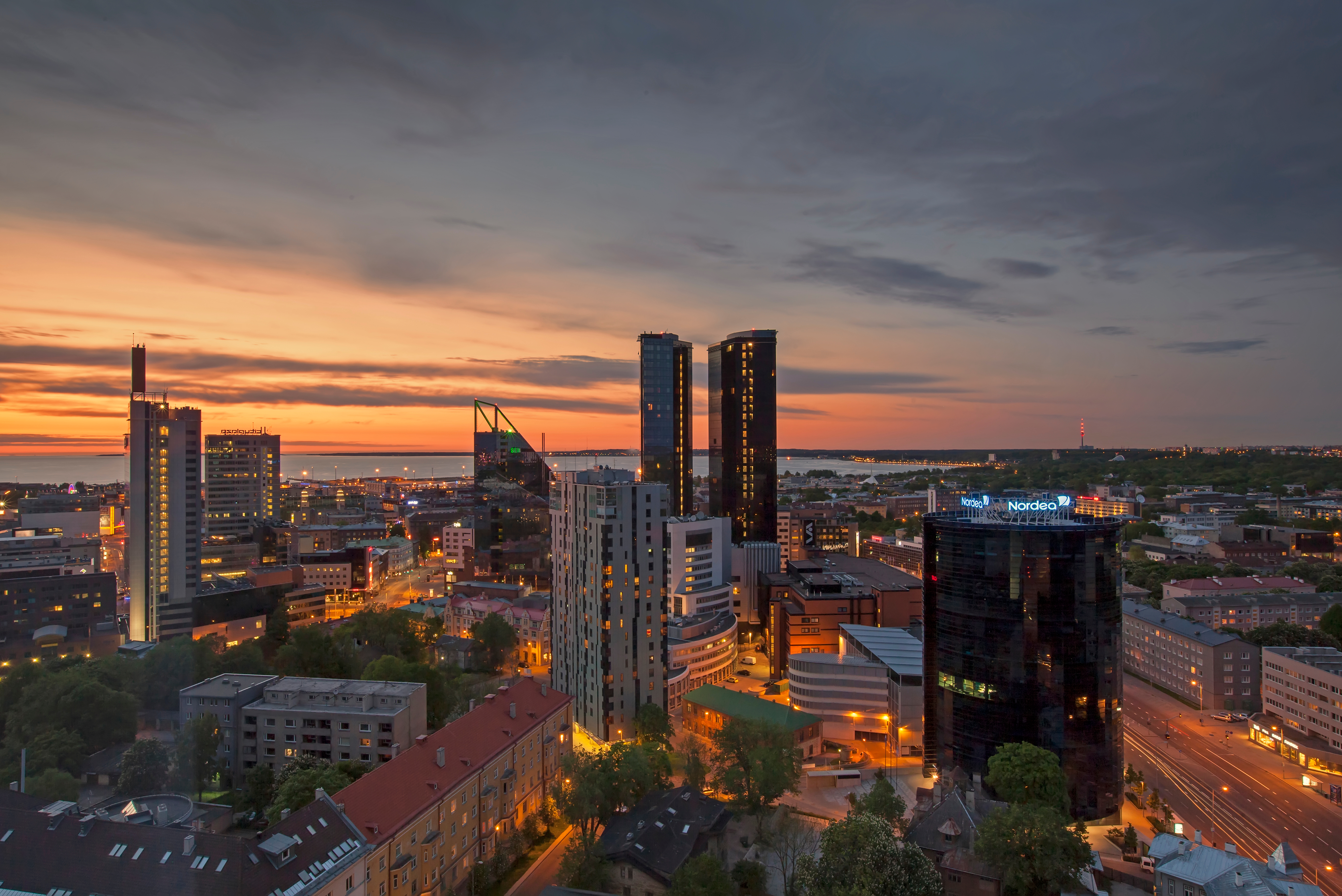
Vista do centro financeiro de Tallinn

Principais produtos de exportação da Estônia em 2019.

O setor de serviços praticamente não existia na era soviética, e obteve um incrível e rápido crescimento no início dos anos 1990.
O país tentou aderir ao euro em 2007, mas foi barrado pela inflação alta, obtendo êxito ao adotá-lo oficialmente apenas em 1 de janeiro de 2011.
O PIB da Estónia registrou decréscimo em 2008 (-5,1%) e em 2009 (-13,9%), mas voltou a crescer em 2010, com o controle da inflação, do déficit fiscal e da dívida pública.
A alcunha de tigre báltico é o resultado da transição de economia centralizada para a de mercado, com características como investimento estrangeiro, aumento do crédito e consumo interno, além do trabalho barato e produção industrial de baixo valor agregado. A Estônia é um dos dois únicos países do mundo que não cobram um Imposto sobre Lucros e Dividendos, como forma de chamar o interesse dos investidores externos.
O PIB da Estónia, em 2017, ficou em 25,92 bilhões * de dólares, com um crescimento de 2,06% de 2016. O Poder de Compra per capita é de 31 742 International Dolar $ e o nível de desemprego é de apenas 5,76%. E a dívida pública não passa de 9% do PIB (2017).
Os principais produtos agrícolas são: batata, vegetais, peixe e leite. Quanto aos setores da indústria estoniana — que cresceu 8% em 2006 —, são principais os de engenharia, eletrônica, madeira e derivados, têxtil, tecnologia da informação e telecomunicações.
A Estónia exporta 2/3 de tudo que produz, sendo destes 1/3 só em serviços, principalmente turismo. Em 2006, as exportações da Estónia somaram 9,68 bilhões de dólares, tendo como principais produtos de exportação e principais parceiros.
| Exportação | Exportação | Exportação |
| ---------- | ---------- | --- |
| País       | País       | Principais produtos de exportação                                                                                     |
| Finlândia  | Finlândia  | Máquinas e Equipamentos: 47% Madeira bruta; papel e móveis: 18% Produtos para a Indústria Elétrica: 11%               |
| Suécia     | Suécia     | Máquinas e equipamentos: 36% Madeira bruta, papel e móveis: 21% Produtos para a indústria elétrica: 13% Veículos: 11% |
| Alemanha   | Alemanha   | Máquinas e equipamentos: 38% Madeira bruta, papel e móveis: 30% Produtos alimentícios: 8%                             |
| Letónia    | Letônia    | Veículos: Químicos: Metais: Máquinas e equipamentos:                                                                  |
| Lituânia   | Lituânia   | Produtos alimentícios: Veículos: Químicos: Metais: Máquinas e equipamentos:                                           |
| Rússia     | Rússia     | Máquinas e equipamentos: Produtos alimentícios: Veículos:                                                             |

Há uma grande variedade de importações: máquinas e equipamentos, combustíveis, metais, madeira, roupas, alimentos, aparelhos eletrônicos. Esses três últimos quase não são produzidos na Estónia, então são produtos fortes de importação.
A maioria das importações vem da União Europeia, em especial da Finlândia (19,7%), devido ao grande número de empresas finlandesas instaladas em terras estonianas. Como principais parceiros tem-se também a Alemanha (13,9%) e a Suécia (8,9%). Da Rússia (9,2%) e da Ásia Central, importantes parceiros também, vêm suprimentos para ferrovias, combustíveis e algodão.
Mas os outros dois Países Bálticos são quem fornecem a maioria dos produtos importados à Estónia. A Lituânia (6%) fornece combustível, químicos e produtos alimentícios (inclusive tabaco). Da Letônia (4,7%) vêm produtos de engenharia, químicos e equipamentos para a indústria alimentar.
Das importações que somaram 12,03 bilhões * bilhões de dólares em 2006, gerando assim um déficit da balança comercial de 1,9 bilhão de dólares, a maioria é de máquinas e equipamentos (33%), produtos químicos (11%), têxteis (10,3%), alimentos (9,4%) e suprimentos para ferrovias (8,9%).

## Infraestrutura

### Educação
A história da educação formal na Estônia remonta aos séculos XIII e XIV, quando as primeiras escolas monásticas e catedrais foram fundadas. A primeira cartilha na língua estoniana foi publicada em 1575. A universidade mais antiga é a Universidade de Tartu, fundada pelo rei sueco Gustav II Adolf em 1632. Em 1919, os cursos universitários foram ministrados pela primeira vez na língua estoniana.
A educação atual na Estônia é dividida em geral, profissional e hobby. O sistema educacional é baseado em quatro níveis: pré-escolar, básico, secundário e superior. Uma ampla rede de escolas e instituições educacionais de apoio foi estabelecida. O sistema educacional da Estônia consiste em instituições estaduais, municipais, públicas e privadas. Atualmente há 589 escolas no país. De acordo com o Programa Internacional de Avaliação de Alunos (PISA), os níveis de desempenho dos alunos em idade escolar na Estônia estão entre os mais altos do mundo: em 2010, o país ocupava o 13º lugar na qualidade de seu sistema educacional, bem acima da média da OCDE. Além disso, cerca de 89% dos adultos estonianos com idades entre 25 e 64 anos de idade ganharam o equivalente a um diploma do ensino médio, uma das taxas mais altas do mundo industrializado.

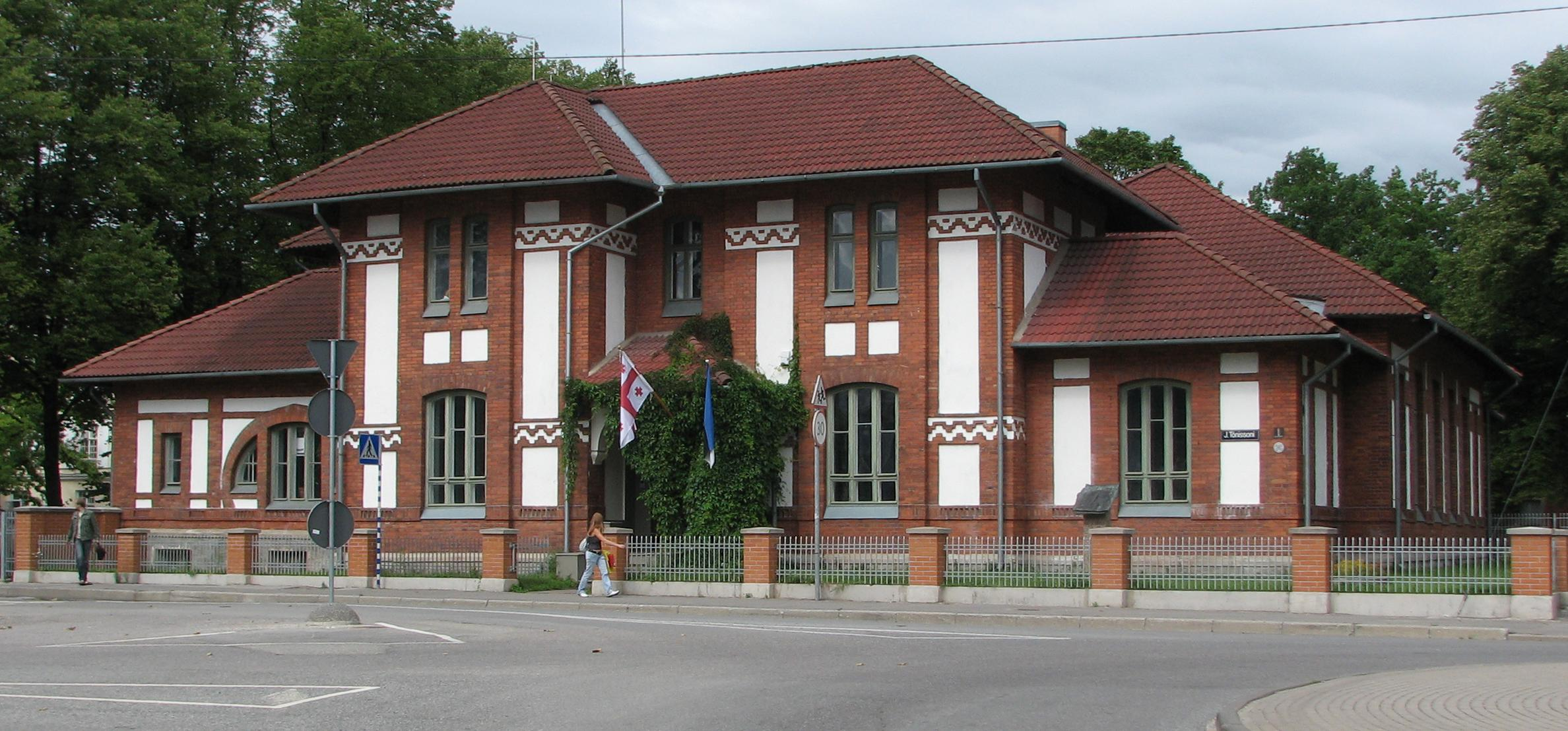
Edifício da Sociedade de Estudantes da Estônia em Tartu. É considerado o primeiro exemplo da arquitetura nacional da Estônia. O Tratado de Tartu entre a Finlândia e a Rússia Soviética foi assinado neste edifício em 1920.

O ensino superior acadêmico na Estônia é dividido em três níveis: bacharelado, mestrado e estudos de doutorado. Em algumas especialidades (estudos médicos básicos, veterinária, farmácia, odontologia, engenheiro-arquiteto e programa de ensino presencial), os níveis de bacharelado e mestrado são integrados em uma unidade. As universidades públicas da Estónia têm significativamente mais autonomia do que as instituições de ensino superior aplicadas. Além de organizar a vida acadêmica da universidade, a universidade pode criar novos currículos, estabelecer termos e condições de admissão, aprovar o orçamento, aprovar o plano de desenvolvimento, eleger o reitor e tomar decisões restritas em matéria patrimonial. A Estônia tem um número moderado de universidades públicas e privadas. As maiores universidades públicas são a Universidade de Tartu, Universidade de Tecnologia de Tallinn, Universidade de Tallinn, Universidade Estoniana de Ciências da Vida, Academia de Artes da Estônia. A maior universidade privada é a Escola de Negócios da Estônia.
O mais forte instituto de pesquisa público sem fins lucrativos que realiza pesquisa fundamental e aplicada é o Instituto Nacional de Física, Química e Biofísica. Os primeiros centros de computação foram estabelecidos no final dos anos 1950 em Tartu e Tallinn. Especialistas estonianos contribuíram no desenvolvimento de padrões de engenharia de software para ministérios da União Soviética durante a década de 1980. Desde 2017, a Estônia gasta cerca de 5% do seu PIB em pesquisa e desenvolvimento, acima da média da União Europeia, de cerca de 2,0%.
Alguns dos cientistas mais conhecidos relacionados à Estônia incluem os astrônomos Friedrich Georg Wilhelm von Struve, Ernst Öpik e Jaan Einasto, os biólogos Karl Ernst von Baer e Jakob von Uexküll, os químicos Wilhelm Ostwald e Carl Schmidt, o economista Ragnar Nurkse, o matemático Edgar Krahn, os médicos pesquisadores Ludvig Puusepp e Nikolay Pirogov, o físico Thomas Johann Seebeck, o cientista político Rein Taagepera, os psicólogos Endel Tulving e Risto Näätänen e o antropólogo, filósofo e historiador Yuri Lotman.
De acordo com a New Scientist, a Estônia será a primeira nação a fornecer um serviço de informação genética pessoal patrocinado pelo estado. Eles visam minimizar e prevenir doenças futuras para aqueles cujos genes os tornam mais propensos a doenças como diabetes na idade adulta e doenças cardiovasculares. O governo planeja fornecer conselhos sobre estilo de vida com base no DNA para 100 000 de seus 1,3 milhão de cidadãos.

## Cultura

### Arquitetura
Em todos os anos de domínio dos diversos povos (germânicos, suecos e russos), a arquitetura estoniana sofreu diversas influências. A síndrome dessas influências, a raiva, o medo, a humilhação deram características interessantes à arquitetura dos seus monumentos, tornando o Gótico estoniano, único dentre as arquiteturas góticas do norte. E os outros estilos são reflectidos, de uma forma suave e calma, entre igrejas medievais, detalhes renascentistas, castelos barrocos, casas clássicas e vilas em Art Nouveau.
Como símbolos arquitectónicos nacionais tem-se a medieval Tallinn, a barroca Narva, a clássica cidade universitária de Tartu e, Pärnu, uma cidade litorânea com arquitetura da década de 1920.

Catedral de Alexander Nevsky em Tallinn

A imponente Catedral de Alexander Nevsky é uma das melhores obras da arquitetura russa na Estónia, foi construída entre os anos de 1894 e 1900 por ordem do czar Alexandre III. Crê-se que a catedral tenha sido erguida sobre o túmulo do herói popular estónio Kalev. Deve o nome ao duque russo Alexander Nevsky (1219–1263) que foi mais tarde santificado. Para os estonianos é vista como um símbolo das políticas de russificação do czar Alexander III, tendo estado prestes a ser demolida em 1924, mas isso nunca veio a acontecer.

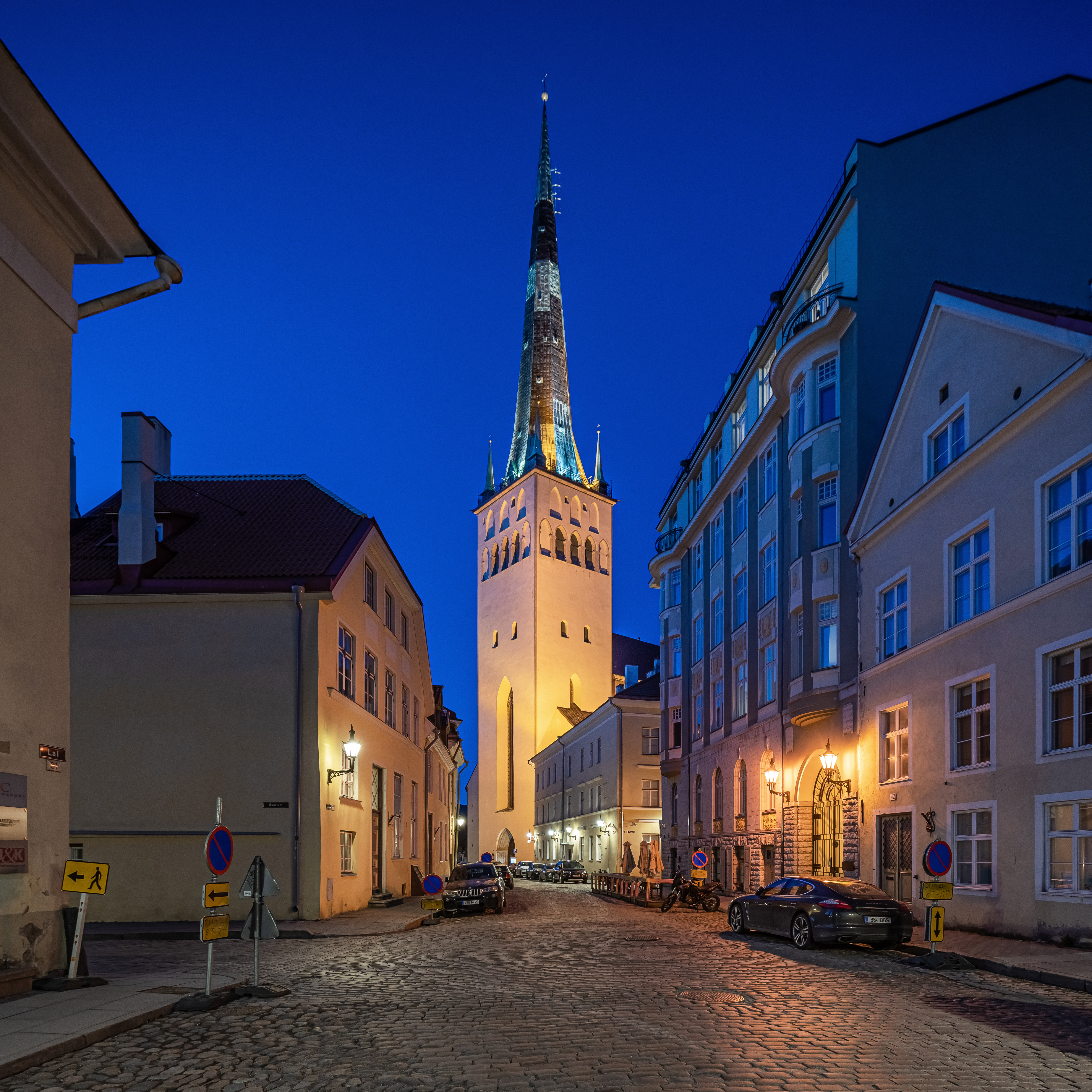
Igreja de Santo Olavo, Tallinn
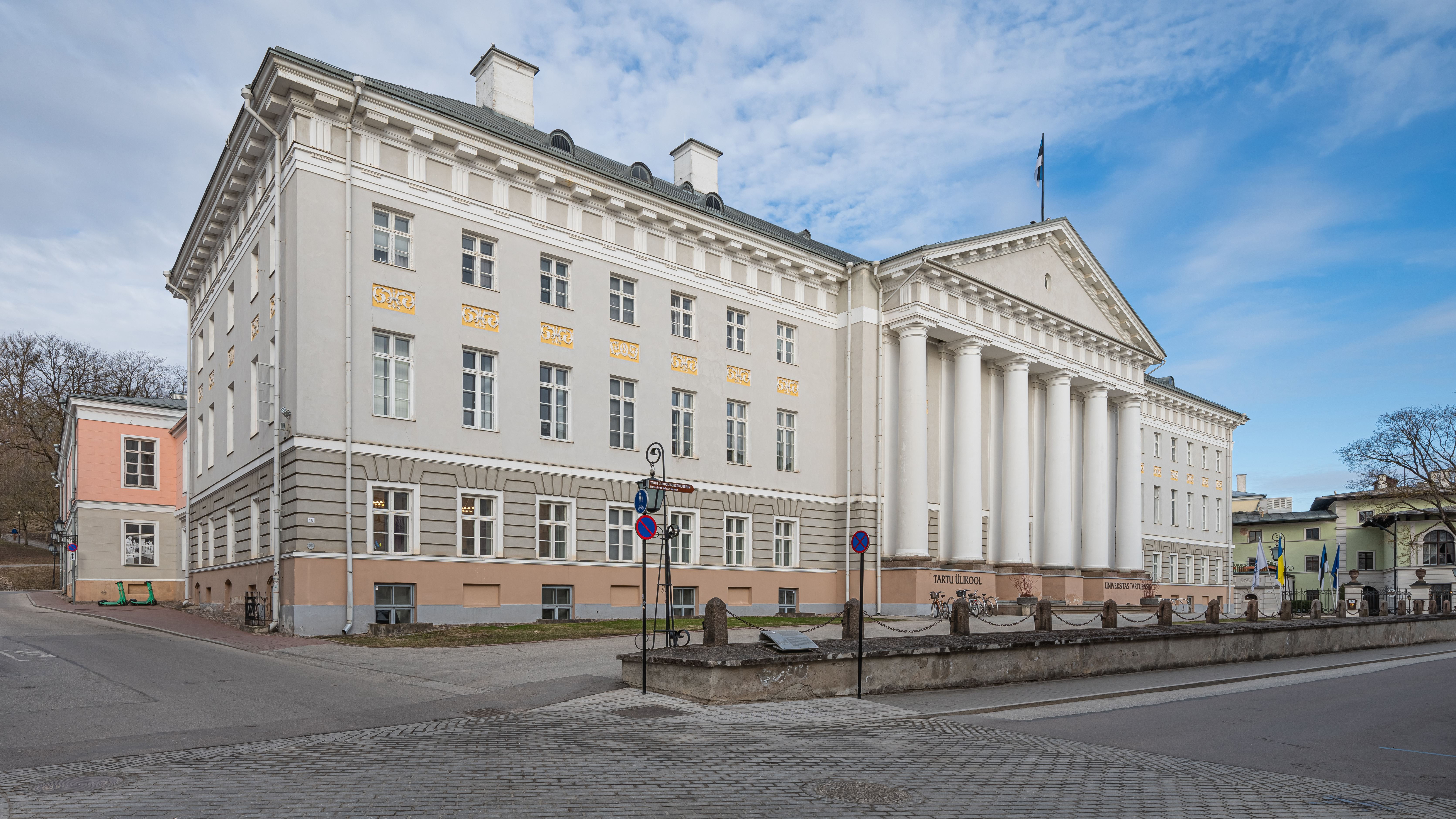
Universidade de Tartu

### Teatro
A história do teatro na Estónia remonta a 1784, quando August von Kotzebue fundou uma escola de teatro amador em Tallinn. A maioria das peças na época eram comédias voltadas para a diversão da nobreza local do Báltico. Em 1809, uma escola de teatro profissional foi estabelecida com seu próprio prédio em Tallinn. O repertório era principalmente em alemão, mas espetáculos em estoniano e em russo também foram realizados.
Após os séculos de escravidão onde a população nativa da Estónia havia caído desde a Cruzada Livónia, a escravidão foi finalmente abolida no país em 1816. Assim, a primeira sociedade musical estoniana nativa, Vanemuine, foi criada em 1865. O Primo de Saaremaa, de Lydia Koidula, encenado pela sociedade vanemuina, marca o nascimento do teatro nativo da Estónia, em 1870. A sociedade vanemuine foi liderada por August Wiera de 1878 a 1903. Em 1906, um novo edifício foi erguido para a sociedade e Karl Menning tornou-se diretor da escola de teatro. Participaram deste ato escritores ocidentais como Henrik Ibsen e Gerhart Hauptmann, o escritor russo Maksim Gorki e escritores estonianos como August Kitzberg, Oskar Luts e Eduard Vilde. Semanas depois, em Tallinn, Theodor Altermann e Paul Pinna começavam o teatro profissional na capital. Após isso outros grandes nomes do teatro estoniano surgiram como Voldemar Panso, Evald Hermaküla e Priit Pedajas.
O Teatro Estônia é uma sala de concertos em Tallinn. Foi construído como um esforço nacional liderado pela sociedade estoniana em 1913, e foi aberto ao público em 24 de agosto do mesmo ano. Na época, era o maior edifício na capital da nação.
Em 2004, havia 20 teatros na Estônia. Em torno de 46% da população urbana e 40% da população rural visitaram os teatros do país em 2009.

### Literatura

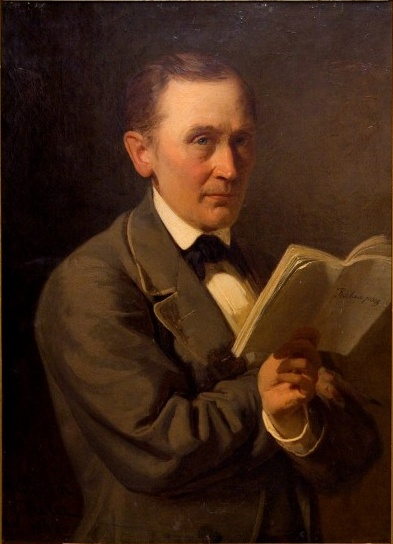
Friedrich Reinhold Kreutzwald, escritor estoniano do épico Kalevipoeg

Desde os primeiros relatos estonianos no século XVII, a literatura sempre tomou uma direção parecida com o que o resto da Europa passava. Essa orientação ocidental foi afirmada com a utilização do alfabeto latino, resultado da cristianização e depois pela reforma. A literatura na Estónia teve várias utilidades, como difundir a língua estoniana pelo país, a divulgação das ideias da independência do povo estoniano e a literatura propriamente dita.
Desde o crescimento do sentimento de nação do povo estoniano no século XIX, vários escritores nacionalistas surgiram e escreveram textos memoráveis como o épico Kalevipoeg (O filho de Kalev) por Friedrich Reinhold Kreutzwald, evidentemente influenciado pelo romantismo alemão. Ao lado de Kreutzwald lutava a poetisa patriótico-romântica Lydia Koidula. Mas os esforços desse incipiente nacionalismo foram frustrados pela russificação da Estónia, a partir de 1880.
O primeiro realista foi Juhan Liiv, autor de Kümme lugu (Dez histórias). Mas a renovação literária foi realizada por Eduard Vilde, que durante sua longa vida mudou várias vezes de estilo, ficando, porém, fiel ao nacionalismo estoniano e ao socialismo revolucionário. Sua obra principal é o romance Mäeküla piimamees (O leiteiro de Mäeküla). Vilde foi um dos fundadores do movimento Noor-Eesti (Jovem Estónia), ao qual pertenceram Anton Hansen Tammsaare Tõde ja õigus (Verdade e justiça) e Gustav Suits Lapse sünd (Nascimento de uma criança), as duas maiores figuras da literatura estoniana.
O poema Toomas ja Mai (Toomas e Mai) de Villem Grünthal-Ridala e três longos poemas de August Annist também fazem parte desse período, além do poeta Friedebert Tuglas, que evoluiu do Realismo para um neo-romantismo fantástico. Essa evolução do movimento renovador provocou a oposição de Vilde, que indicou novos modelos no estrangeiro. A poetisa Marie Under aderiu, em Hääl varjust (A voz das sombras), ao expressionismo alemão. O romancista August Gailit criou, seguindo modelos russos, a prosa moderna. Kalju Lepik praticou o Surrealismo. Enfim, o estabelecimento do regime soviético fez vencer o realismo socialista, cujos representantes principais são Karl Ristikivi e August Jakobson.

### Música

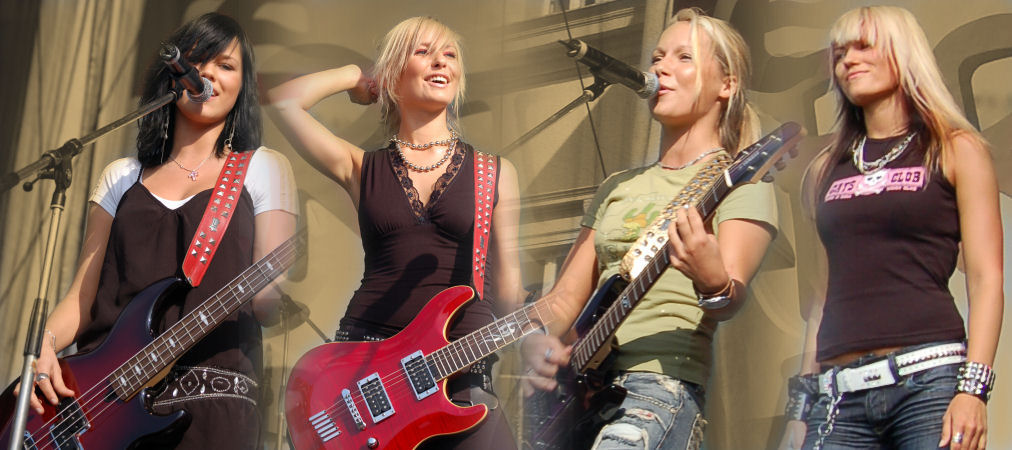
O grupo estoniano de rock Vanilla Ninja, na sua formação de 2005

As primeiras representações de música na Estônia, provavelmente surgiram das tradicionais canções-runo estonianas, derivadas de canções de trabalho e baladas épicas. Com o estudo dessas canções começaram a surgir diversas manifestações populares do folclore estoniano por toda a Estônia, mas duramente suprimidas nos períodos da invasão russa. Durante a década de 1960, a União Soviética encorajou suas repúblicas a fortalecerem o folclore nacional. Com o apoio surgiram primeiramente os grupos de coral Värka e Leiko. Em 1967, foi lançado o primeiro LP com música tradicional estoniana, Eesti rahvalaule ja pillilugusid (Canções populares e peças instrumentais estonianas).
A Estônia produziu também alguns compositores clássicos, como Artur Kapp (1878–1952), Lepo Sumera (1950–2000), Eduard Tubin (1905–1982), Arvo Pärt (1935–) e Veljo Tormis (1930–), o que deu uma significativa reputação à música clássica estoniana.
Atualmente, a música estoniana é representada por alguns grupos de rock e metal, tais como Vanilla Ninja, Metsatöll e o grupo de música folclórica Laudaukse Kääksutajad, além da cantora pop Kerli.

### Esportes

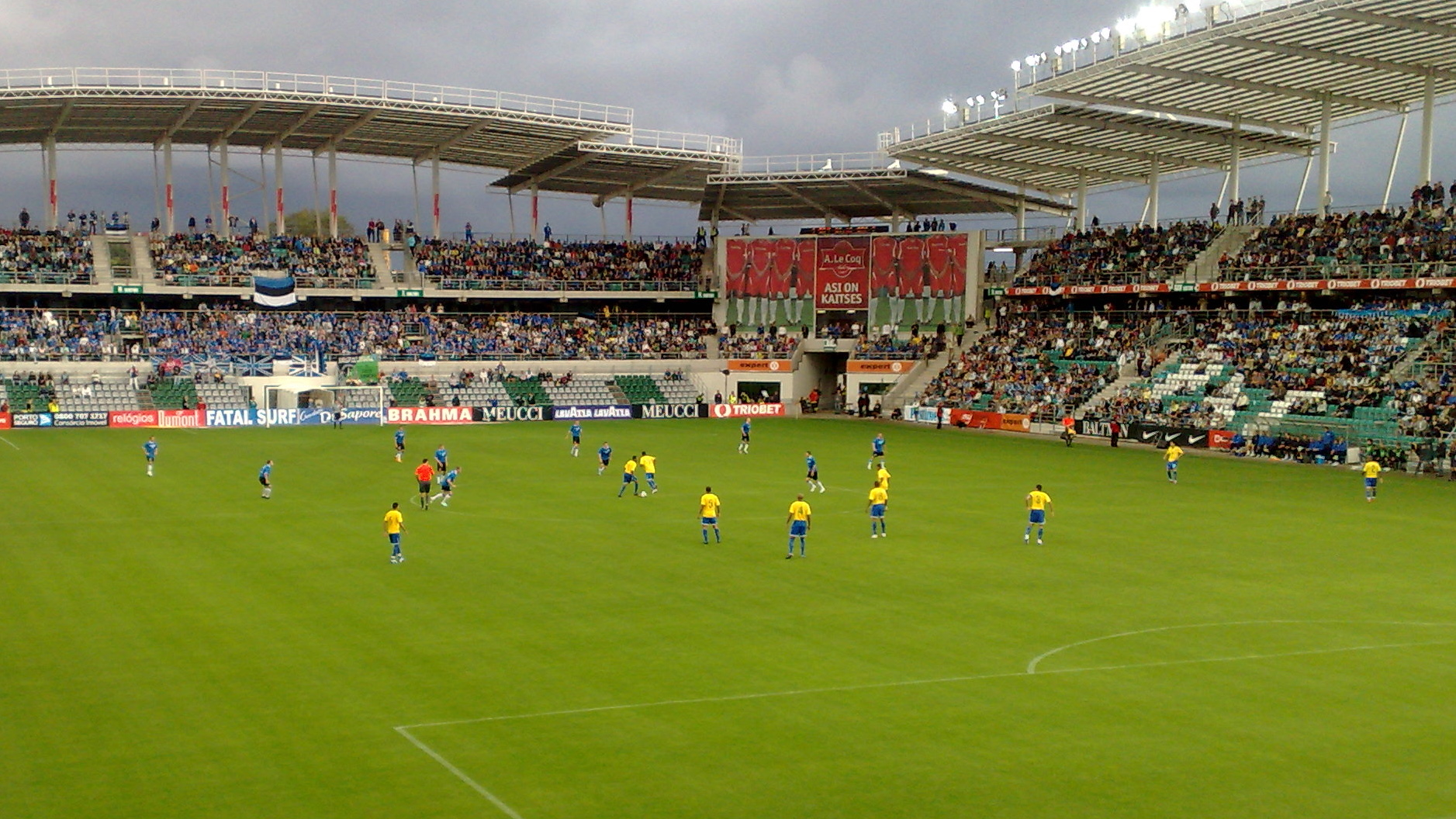
A. Le Coq Arena em Tallin.

Durante muitos anos, a Estónia cedeu os seus atletas a outros países. Primeiro à Rússia (1900–1912) e depois à União Soviética (1948–1988), mas quando participou nos Jogos Olímpicos de Verão sob sua bandeira trouxe 8 medalhas de ouro, 7 de prata e 14 de bronze. Nos jogos de inverno, a Estónia participou de menos edições (7) mas foi mais eficiente, trazendo mais medalhas de ouro, 4 no total, contra apenas 1 de prata e 1 de bronze.

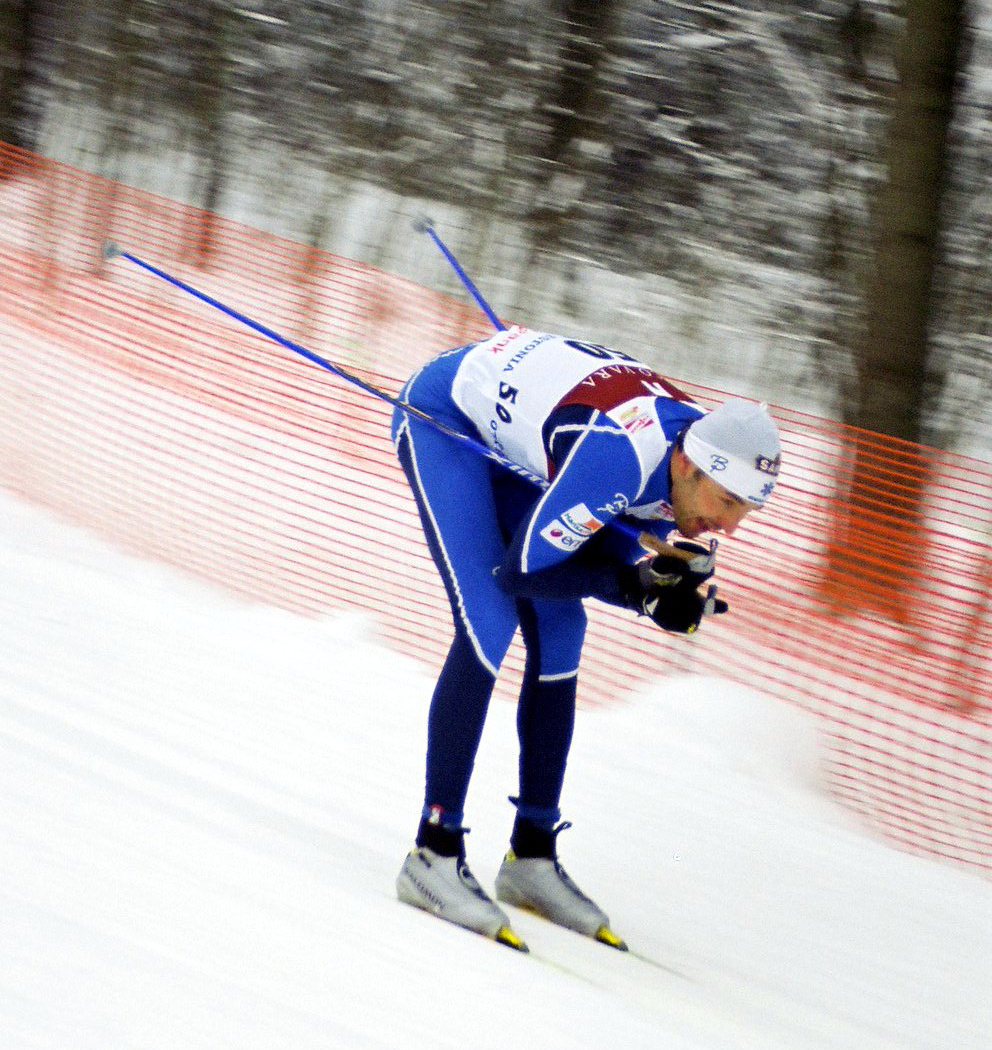
Andrus Veerpalu, bicampeão de saltos nos Jogos Olímpicos de Inverno

O maior atleta olímpico da Estónia é o esquiador Andrus Veerpalu. Ele tem três medalhas, duas de ouro e uma de prata, em Salt Lake City 2002 e Turim 2006.
No ciclismo, o mais notável é Jaan Kirsipuu, que ganhou várias etapas da Volta da França. No automobilismo, Marko Asmer tornou-se campeão da Fórmula 3 inglesa em 2007, e foi o primeiro piloto estoniano a pilotar um Fórmula 1, em testes para a Williams em 2003. Tõnis Kasemets representou a Estónia na temporada de 2006 da extinta Champ Car, tendo um décimo-primeiro lugar no GP de Edmonton como melhor resultado. Kevin Korjus, atualmente na GP3 Series, e Sten Pentus, hoje na Auto GP, são os outros representantes estonianos no automobilismo de fórmula. Markko Märtin, que disputou 86 provas de rali entre 1997 e 2005, é o principal nome do país na modalidade. Atualmente Ott Tänak (pronúncia estoniana: [ˈotʲˑ ˈtæ.nɑk]; nascido em 15 de outubro de 1987) é um piloto de rali estoniano e campeão mundial de rali de 2019, tornando-o o maior ídolo dos desportos a motor a nível nacional na Estónia. Tänak conquistou seu primeiro título mundial de pilotos no Campeonato Mundial de Ralis de 2019, tornando-se o primeiro estoniano a vencer o campeonato de pilotos, o primeiro não francês a conquistar o título desde Petter Solberg em 2003 e o primeiro da Toyota desde Didier Auriol em 1994.
No futebol, a Estónia não tem nenhum(a) time/equipa expressivo/a internacionalmente, e sua seleção jamais se classificou para uma Copa do Mundo ou para a Eurocopa. A sua melhor campanha foi nas Eliminatórias da Euro de 2000, quando conseguiu 3 vitórias, e terminou em 3.º na chave que tinha Tchéquia e Escócia. O goleiro Mart Poom foi eleito em 2003 o melhor jogador estoniano dos 50 anos da UEFA, mas os mais conhecidos futebolistas relacionados ao país são Valeriy Karpin, nascido na fronteira russo-estoniana em família russa e que por isso jogou pela Seleção Russa nas décadas de 1990 e de 2000; e Igor Netto, o qual inversamente nasceu em Moscou como filho de um casal de estonianos estabelecidos na Rússia, vindo a ser o capitão da União Soviética campeã das Olimpíadas de 1956 e da Eurocopa 1960.

### Cultura popular
O folclore popular na Estónia vem de muitos séculos antes das primeiras ocupações no século XIII. Os primeiros grandes influenciadores foram os finlandeses, que por sua proximidade com o norte e com a língua, promoveram uma aproximação cultural. O primeiro grande impacto estrangeiro ocorreu quando os católicos chegaram à Estónia no século XIII, e tentaram suprimir a cultura pagã em virtude da cristã. O que ocorreu foi a mistura dessas culturas, o que fez ao longo dos anos surgir a cultura do povo estoniano.
Durante o século XVIII, com a popularização da língua estoniana pelo povo, e no século XIX com o forte sentimento nacionalista que surgia, a cultura popular se assentou como predominante pelo povo. Muitas canções antigas foram ressuscitadas e outras criadas. Elementos da religião pagã ressurgiram dentre o povo e se atrelaram à elementos da religião cristã. Antigamente eram feitos sacrifícios de animais e pessoas para os deuses pagãos, para ter boas culturas de alimentos e uma boa vida. Esse elemento ficou no passado, devido à modernização não permitir isso entre as pessoas da cidade, mas as bruxas, magos e demônios tiveram uma visão diferente na cultura estoniana, eles eram aliados para trazer o bem, diferente da pregada pelo cristianismo.

### Gastronomia
A culinária da Estônia foi influenciada ao longo dos séculos pelos seus tradicionais e mais poderosos vizinhos. A Dinamarca, Alemanha, Suécia, Polônia e Rússia chegaram a governar todo ou parte de seu território, mas a característica principal da gastronomia local é sua origem camponesa.
A maior parte dos estonianos era de origem rural antes do último século e quando a comida tornava-se escassa, eles precisavam ser inventivos conservando e aproveitando ao máximo a pouca carne de que dispunham. Mais tarde, quando a urbanização ficou mais intensa, devido à industrialização do país, os tipos mais comuns de carnes e batatas fritas tornaram-se o padrão, como no restante da Europa.
Isto é o que provavelmente será encontrado nos cardápios dos bares locais hoje em dia, juntamente com uma porção de sauerkraut.
Felizmente, entretanto, as receitas estonianas mais exclusivas ainda são preparadas em muitas famílias e servidas em vários restaurantes ao redor de Tallinn. Entre os pratos tradicionais estão: Marineeritud angerjas, enguia marinada, servida fria; Keel hernestega, outro aperitivo servido frio cujo ingrediente principal é língua; Sült, carne de porco cozida em geleia. A geleia é feita fervendo a carne de porco desossada, às vezes os pés ou a cabeça. É feita frequentemente em grandes quantidades e depois armazenada em jarros; Verivorst (morcela), é um enchido (ou embutido) sem carne, recheado principalmente com sangue coagulado e arroz, de cor escura característica. É um prato estoniano muito típico de inverno e da noite de Natal. É servido acompanhado de uma geleia vermelha de frutos silvestres; Mulgikapsad, chucrute guisado com carne de porco, servido com batatas cozidas; Silgusoust, espécie de arenque pequeno do mar Báltico com toucinho no creme de leite; Karask, um bolo semelhante ao pão de cevada; Kali, uma bebida fermentada ligeiramente alcoólica e adocicada feita de pão preto ou de centeio.